# Jocs Olímpics
|  | «Olimpíada» redirigeix aquí. Vegeu-ne altres significats a «Olimpíada (desambiguació)». |

Els Jocs Olímpics moderns (en grec Ολυμπιακοί Αγώνες, en francès Jeux Olympiques i en anglès Olympic Games; abreujat JJOO) són un esdeveniment internacional de gran importància en què participen milers d'atletes en diverses competicions d'esports d'estiu i d'hivern. Són considerats la competició esportiva principal del món i hi prenen part més de dos-cents estats. Se celebren bianualment alternant els Jocs Olímpics d'Estiu i els d'hivern, és a dir, cadascun d'aquests dos té lloc cada quatre anys: aquest període és conegut com a Olimpíada.
La creació dels jocs fou inspirada pels Jocs Olímpics de l'antiguitat clàssica, que se celebraren a Olímpia (Grècia) des del segle viii aC fins al segle iv. El baró Pierre de Coubertin fundà el Comitè Olímpic Internacional (COI) l'any 1894; des de llavors, aquest organisme ha estat qui ha governat el moviment olímpic, i la Carta Olímpica regula la seva estructura i autoritat.
L'evolució del moviment olímpic durant els segles XX i XXI ha resultat en diversos canvis dels Jocs. Alguns d'aquests ajustos han consistit en la creació dels Jocs d'hivern, que comprenen els esports de neu i d'hivern, els Jocs Paralímpics per atletes amb discapacitat i els Jocs Olímpics de la Joventut per atletes adolescents. El COI s'ha hagut d'adaptar a una varietat d'avenços i canvis econòmics, polítics i tecnològics, la qual cosa ha allunyat els Jocs del pur amateurisme –tal com els imaginava Coubertin–, permetent la participació d'atletes professionals. La importància creixent dels mitjans de comunicació de massa ha comportat la comercialització i patrocini empresarial de l'esdeveniment. Pel que fa a les traves polítiques, les guerres mundials causaren la cancel·lació dels Jocs del 1916, 1940 i 1944, es produïren grans boicots durant la Guerra Freda que afectaren els Jocs del 1980 i 1984, i els Jocs de 2020 s'hagueren d'aplaçar a causa de la pandèmia per coronavirus que començà a principis d'any.
El moviment olímpic comprèn federacions esportives internacionals, comitès olímpics nacionals i comitès organitzadors per cada Jocs Olímpics específics. El COI –l'organisme que pren les decisions– escull la ciutat organitzadora de cada celebració dels Jocs. La ciutat amfitriona és la responsable d'organitzar i finançar l'esdeveniment. El programa olímpic, que determina els esports que es practiquen als Jocs, també és determinat pel COI. Hi ha diversos rituals i símbols olímpics, tals com la bandera olímpica, la torxa olímpica i les cerimònies d'obertura i clausura dels Jocs. Més de 13.000 atletes competeixen en els Jocs Olímpics d'estiu i d'hivern en 33 esports diferents, en gairebé 400 competicions. Els atletes que finalitzen en primera, segona i tercera posició de cadascuna reben una medalla olímpica d'or, de plata i de bronze, respectivament.
Actualment, als Jocs Olímpics hi són representats gairebé tots els estats. El creixement dels Jocs ha propiciat nombrosos entrebancs tals com boicots, dopatge, suborns i actes de terrorisme. Cada dos anys, atletes desconeguts poden atènyer la fama nacional i, de vegades, internacional, gràcies als Jocs. A més, els Jocs també es converteixen en una oportunitat per la ciutat amfitriona i el seu país de presentar-se davant la resta del món.

## Jocs Olímpics de l'antiguitat

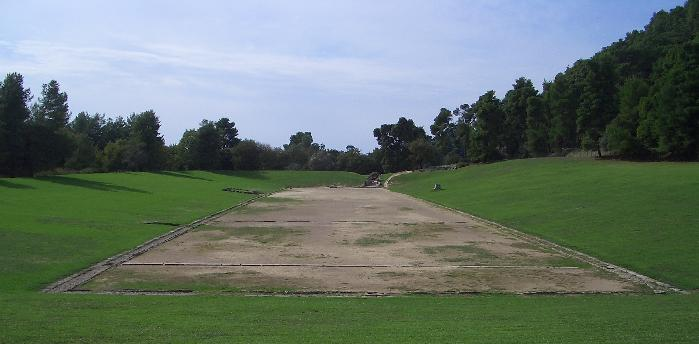
Estadi d'Olímpia, Grècia

Els Jocs Olímpics de l'antiguitat eren festivals celebrats cada quatre anys al santuari de Zeus d'Olímpia, a Grècia. Hi competien representants de diverses ciutats estat i reialmes de l'antiga Grècia. S'hi duien a terme esdeveniments principalment atlètics però també combats i curses de carros. Durant els Jocs, qualsevol mena de conflicte entre les ciutats estat participants era ajornat fins a la seva finalització: aquest cessament d'hostilitats era conegut com a «pau olímpica» o «treva olímpica». L'origen dels Jocs Olímpics està envoltat de misteri i llegendes; un dels mites més populars identifica Hèracles i el seu pare Zeus com els progenitors dels Jocs. Segons la llegenda, fou Hèracles qui anomenà per primer cop els Jocs com «olímpics» i qui establí el costum de celebrar-los cada quatre anys. El mite segueix explicant que, després que Hèracles completés els seus dotze treballs, construí l'Estadi Olímpic en honor de Zeus. Un cop completat, caminà 200 passes en línia recta i batejà aquesta distància com un «estadi» (en grec στάδιον, en llatí stadium); aquesta mesura esdevingué posteriorment una unitat de distància. D'altra banda, un altre mite associa els primers Jocs amb el concepte de l'antiga Grècia de la treva olímpica (en grec ἐκεχειρία). La data d'implantació dels Jocs Olímpics de l'antiguitat més acceptada és l'any 776 aC; aquesta data es basa en inscripcions trobades a Olímpica en les quals es llisten els guanyadors d'una cursa a peu duta a terme cada quatre anys justament des del 776 aC. Els Jocs de l'antiguitat consistien en curses, esdeveniments eqüestres i un pentatló (que comprenia salt, disc, javelina, cursa a peu i lluita). La tradició diu que Coroebus, un cuiner de la ciutat d'Elis, fou el primer campió olímpic.
Els Jocs Olímpics eren d'una importància religiosa fonamental, ja que consistien en esdeveniments esportius en paral·lel amb sacrificis d'honor tant a Zeus (l'estàtua del qual, tallada per Fídies, s'erigia en el seu temple d'Olímpia) com Pèlops (heroi diví i rei mític d'Olímpia). Pèlops era famós gràcies a la seva cursa de carros amb el rei Enòmau de Pisa. Els guanyadors de les competicions eren admirats i immortalitzats en poemes i estàtues. El quadrienni entre cada Jocs –conegut com a Olimpíada– era utilitzat pels grecs com una de les seves unitats de mesura. Els Jocs eren part d'un cicle conegut com els Jocs Panhel·lènics, els quals incloïen els Jocs pitis, els Jocs nemeus i els Jocs Ístmics.
Els Jocs Olímpics assoliren el seu zenit en els segles VI i V aC, i posteriorment perderen importància a mesura que els romans guanyaven poder i influència a Grècia. No existeix un consens pel que fa a la finalització oficial dels Jocs, però la data que se sol citar és el 393 dC, quan l'emperador Teodosi I el Gran decretà que tots els cultes i pràctiques pagans havien de ser eliminats. Una altra data acceptada és el 426 dC, quan el successor de Teodosi I, Teodosi II, ordenà la destrucció de tots els temples grecs.

## Jocs Olímpics de l'era moderna

### Predecessors

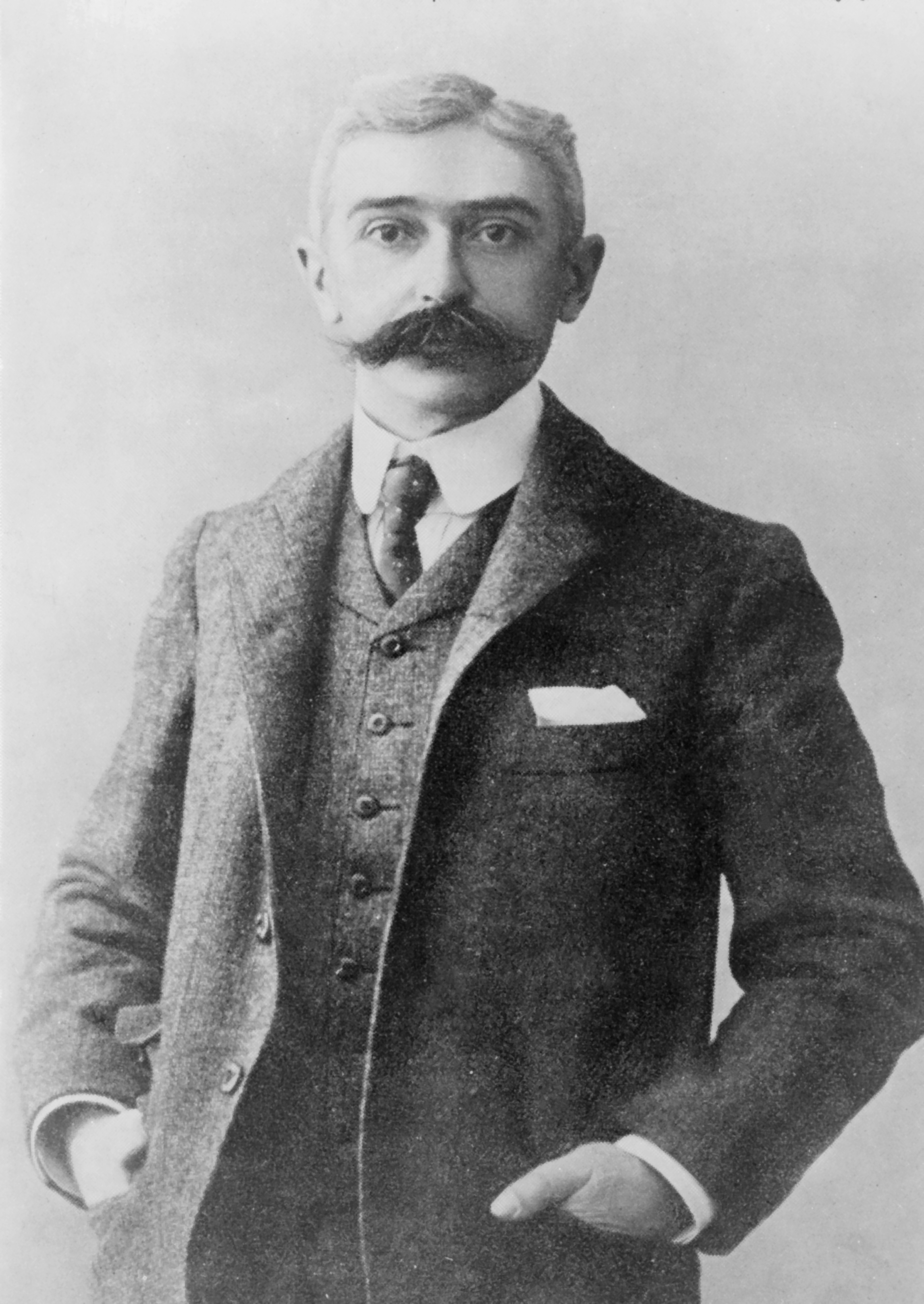
Baró Pierre de Coubertin

Des del segle xvii s'han documentat diversos usos del terme «olímpic» per descriure esdeveniments atlètics de l'era moderna. El primer d'aquests foren els Cotswold Olimpick Games, una trobada anual celebrada prop de Chipping Campden (Anglaterra) en la qual es practicaven diversos esports. Foren organitzats per primer cop per l'advocat Robert Dover entre 1612 i 1642, i des de llavors s'han celebrat més vegades fins a l'actualitat. La British Olympic Association mencionà aquests jocs en la seva candidatura pels Jocs Olímpics de 2012 com «els primers indicis del començament de l'olimpisme britànic».
L'Olympiade de la République, un festival nacional olímpic celebrat anualment del 1796 al 1798 a la França revolucionària, també intentà emular els Jocs Olímpics de l'antiguitat. La competició incloïa moltes disciplines de l'antiga Grècia. Els Jocs de 1796 també significaren la introducció del sistema mètric a l'esport.
El 1850, el Dr. William Penny Brookes inicià una Classe Olímpica a Much Wenlock, Shropshire, Anglaterra. El 1859, Brookes li canvià el nom a Wenlock Olympian Games (Jocs Olímpics de Wenlock). Aquest festival esportiu anual encara se celebra avui en dia. La Wenlock Olympian Society fou fundada pel Dr. Brookes el 15 de novembre de 1860.
Entre el 1862 i el 1867, Liverpool acollí el Grand Olympic Festival (Gran Festival Olímpic), celebrat anualment. Concebuts per John Hulley i Charles Melly, aquests jocs foren els primers de naturalesa totalment amateur i també els primers de perspectiva internacional, encara que només hi podien competir «cavallers amateurs» (gentlemen amateurs). El programa de la primera Olimpíada moderna d'Atenes del 1896 fou gairebé idèntic que el d'aquest Olympic Festival de Liverpool. El 1865, Hulley, Dr. Brookes i E.G. Ravenstein fundaren la National Olympian Association a Liverpool, precursora de la British Olympic Association. Els seus postulats fundacionals proveïren el marc de treball de la Carta Olímpica Internacional. El 1866 s'organitzaren uns Jocs Olímpics nacionals a la Gran Bretanya, concretament al Crystal Palace de Londres.

### Ressorgiment

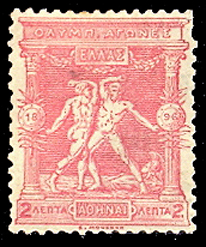
Segell postal de la primera emissió olímpica grega

L'interès dels grecs de recuperar els Jocs Olímpics s'inicià amb la Guerra d'independència de Grècia respecte de l'Imperi Otomà el 1821. La proposta fou feta per primer cop pel poeta i editor de diari Panagiotis Soutsos en el seu poema Diàleg dels morts, publicat el 1833. Evangelos Zappas, un ric filantrop grecoromanès, escrigué al rei Otó I de Grècia el 1856 per oferir-li finançar la recuperació permanent dels Jocs Olímpics. Zappas patrocinà els primers Jocs Olímpics el 1859 (coneguts com a «Jocs Olímpics de Zappas»), els quals foren celebrats a la plaça de la ciutat d'Atenes. Els atletes participants eren provinents de Grècia i de l'Imperi Otomà. Zappas també finançà la restauració de l'antic estadi Panathinaikó per tal que pogués acollir tots els futurs Jocs Olímpics.
L'estadi acollí els Jocs Olímpics el 1870 i el 1875. El 1870 hi assistiren 30.000 espectadors; pel que fa al 1875, no es disposa de les dades d'assistència. El 1890, després d'assistir als Jocs Olímpics de la Wenlock Olympian Society, el baró Pierre de Coubertin fundà el Comitè Olímpic Internacional (COI). Coubertin amplià les idees i treball de Brookes i Zappas amb l'objectiu d'establir uns Jocs Olímpics rotatius internacionals que tinguessin lloc cada quatre anys. Presentà aquestes idees durant el primer Congrés Olímpic del recentment fundat Comitè Olímpic Internacional. Aquesta trobada fou celebrada del 16 al 23 de juny de 1894 a la Universitat de París. El darrer dia del congrés es decidí que els primers Jocs Olímpics –sota els auspicis del COI– se celebrarien a Atenes el 1896. El COI elegí l'escriptor grec Dimítrios Vikelas com el seu primer president.

### Els Jocs de 1896

La cerimònia d'obertura a l'estadi Panathinaikó

Els primers Jocs celebrats sota els auspicis del COI foren acollits per l'estadi Panathinaikó atenenc l'any 1896. Els Jocs reuniren 14 nacions i 241 atletes que competiren en 43 esdeveniments. Zappas i el seu cosí Konstandinos Zappas havien deixat al govern grec un fons per finançar els Jocs Olímpics futurs, el qual fou utilitzat per ajudar a finançar els Jocs de 1896. George Averoff contribuí de manera generosa a la restauració de l'estadi durant la preparació dels Jocs. El govern grec també aportà finançament, el qual esperaven recuperar gràcies a la venda d'entrades i a la venda del primer conjunt de segells commemoratius olímpics.
Els funcionaris grecs i el públic estaven entusiasmats davant l'experiència d'acollir uns Jocs Olímpics. Aquest sentiment era compartit per molts dels atletes, els quals fins i tot demanaren que Atenes fos la ciutat amfitriona permanent dels Jocs. El COI, però, tenia previst celebrar els següents Jocs en diferents ciutats del món: els segons Jocs Olímpics foren celebrats a París.

### Canvis i adaptacions
Després de l'èxit dels Jocs de 1896, l'esdeveniment entrà en un període d'estancament que amenaçà la seva pervivència. Els Jocs Olímpics celebrats a l'Exposició Universal de París de 1900 i a la de St. Louis de 1904 foren tan sols atraccions secundàries, de poca importància. Els Jocs de París no tingueren estadi, però foren notables pel fet que fou el primer cop que les dones hi prengueren part. Pel que fa als Jocs de St. Louis (Estats Units), hi participaren uns 650 atletes dels quals 580 eren estatunidencs. Aquesta naturalesa homogènia no fou gens positiva pel moviment olímpic. Els Jocs es recuperaren quan se celebraren a Atenes els Jocs Intercalats de 1906 (anomenats així perquè foren els segons Jocs celebrats durant la tercera olimpíada). Aquests Jocs no són reconeguts oficialment pel COI i des de llavors no s'han celebrat cap més Jocs amb aquesta particularitat. Els Jocs de 1906 atragueren gran quantitat de participants internacionals i generaren molt d'interès públic; de fet, marcaren el començament d'un increment de la popularitat i de la magnitud dels Jocs Olímpics.

#### Jocs Olímpics d'hivern

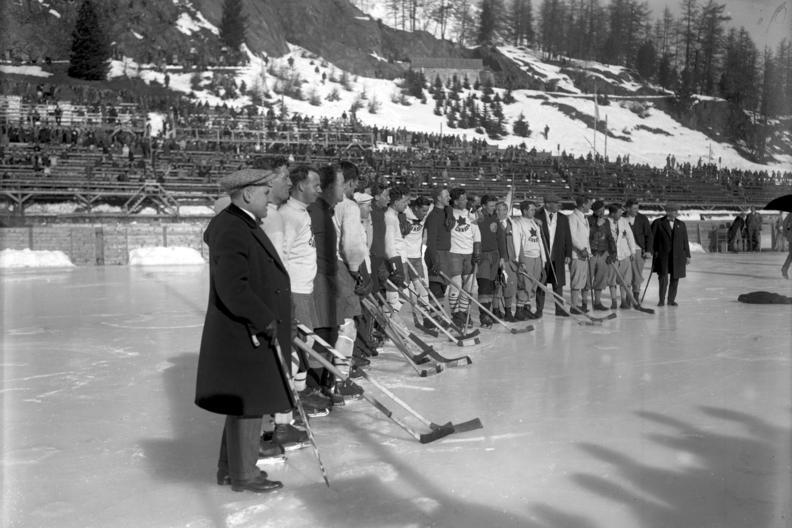
Un partit d'hoquei sobre gel dels Jocs Olímpics d'Hivern de 1928 celebrats a St. Moritz, Suïssa

Els Jocs Olímpics d'hivern foren creats per presentar competicions esportives de neu i gel que eren impossibles de dur a terme durant els Jocs d'estiu. El patinatge artístic (1908 i 1920) i l'hoquei sobre gel (1920) formaren part dels Jocs Olímpics d'estiu. El COI volia ampliar aquesta llista d'esports per incloure altres activitats d'hivern. En el Congrés Olímpic de 1921 de Lausana es decidí celebrar una versió hivernal dels Jocs Olímpics. El 1924 es digué a terme una setmana d'esports d'hivern (de fet, d'onze dies) a Chamonix, França, en connexió amb els Jocs de París celebrats tres mesos més tard; aquest esdeveniment es considera, doncs, com els primers Jocs d'hivern. Tot i que inicialment el COI tenia la intenció que el mateix país organitzés tant els Jocs d'estiu com els d'hivern, aquesta idea s'abandonà ràpidament i dictà que els Jocs Olímpics d'hivern s'havien de celebrar cada quatre anys i durant el mateix any que el seu homòleg d'estiu. Aquesta tradició es mantingué fins als Jocs de 1992 d'Albertville, França; a partir de llavors, començant amb els Jocs de 1994, els Jocs Olímpics d'hivern se celebren cada quatre anys, dos anys després de cada Jocs Olímpics d'estiu.

#### Jocs Paralímpics
El 1948, Sir Ludwig Guttmann, determinat a promocionar la rehabilitació de soldats després de la Segona Guerra Mundial, organitzà un esdeveniment multiesportiu entre diversos hospitals coincidint amb els Jocs Olímpics de Londres de 1948. Aquest esdeveniment, conegut com a Jocs de Stoke Mandeville, esdevingué una celebració esportiva anual. Durant els dotze anys posteriors, Guttmann, juntament amb altres, continuà amb els esforços per aprofitar l'esport com una via cap a la curació. Pels Jocs Olímpics de 1960, celebrats a Roma, Guttmann portà 400 atletes per competir en els «Jocs Olímpics paral·lels», que finalment foren coneguts com els primers Jocs Paralímpics. Des de llavors, els Paralímpics s'han celebrat cada any olímpic. Des dels Jocs Olímpics d'Estiu de 1988 de Seül, la ciutat amfitriona dels Jocs Olímpics també és l'amfitriona dels Jocs Paralímpics. El 2001, el Comitè Olímpic Internacional (COI) i el Comitè Paralímpic Internacional (CPI) signaren un acord per garantir que les ciutats amfitriones serien escollides per acollir tant els Olímpics com els Paralímpics. L'acord entrà en vigor en els Jocs Olímpics d'Estiu de 2008 a Pequín i els Jocs Olímpics d'Hivern de 2010 a Vancouver. El president del comitè organitzador dels Jocs Olímpics i Paralímpics de Londres 2012, Sebastian Coe, manifestà sobre els Paralímpics i els Olímpics de 2012 a Londres que:
| «               | (català) Volem canviar l'actitud pública envers la discapacitat, celebrar l'excel·lència de l'esport paralímpic i consagrar des de bon principi que els dos Jocs són un tot integrat. | (anglès) We want to change public attitudes towards disability, celebrate the excellence of Paralympic sport and to enshrine from the very outset that the two Games are an integrated whole. | » |
| — Sebastian Coe | | |   |

#### Jocs Olímpics de la Joventut
El 2010, els Jocs Olímpics foren complementats amb els Jocs de la Joventut, els quals donen l'oportunitat de competir a atletes d'edats compreses entre els 14 i els 18 anys. Els Jocs Olímpics de la Joventut foren concebuts pel president del COI Jacques Rogge el 2001 i foren aprovats durant el 119è congrés del COI. Els primers Jocs d'estiu de la Joventut se celebraren a Singapur del 14 al 26 d'agost del 2010, i els Jocs d'hivern de la Joventut inaugurals foren acollits per Innsbruck dos anys més tard. Aquests Jocs són més curts que els Jocs sèniors; la versió d'estiu dura dotze dies, i la d'hivern, dotze. El COI permet que 3.500 atletes i 875 àrbitres participin en els Jocs Olímpics d'estiu de la Joventut, i 970 atletes i 580 àrbitres als homòlegs d'hivern. Els esports presents en els Jocs de la Joventut coincideixen amb els programats pels Jocs sèniors, tot i que hi ha algunes variacions, entre les quals un CON mixt i equips mixtos, així com un nombre reduït de disciplines i esdeveniments.

### Jocs recents
Dels 241 que representaren 14 nacions l'any 1896, els Jocs han crescut fins a uns 10.500 competidors de 204 estats diferents als Jocs d'estiu de 2012. L'abast i escala dels Jocs d'hivern són més petits: per exemple, Vancouver acollí 2.566 atletes de 82 estats que competiren en 84 esdeveniments durant els Jocs d'hivern de 2010. Durant els Jocs, la majoria d'atletes i àrbitres s'allotgen a la Vila Olímpica. La intenció d'aquesta vila és ser la llar de tots els participants olímpics, i s'hi poden trobar cafeteries, restaurants, clíniques de salut i locals per a l'expressió religiosa.

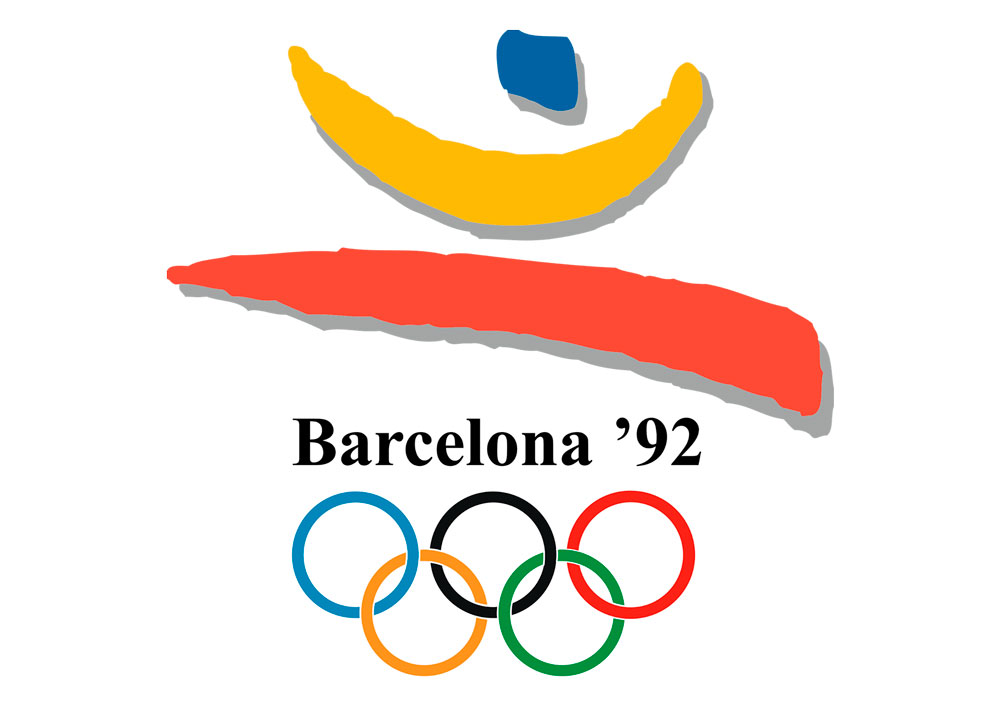

El COI permeté, fins a cert moment, la formació de Comitès Olímpics Nacionals que representen nacions que no complien els requeriments estrictes de sobirania política que demanen altres organitzacions internacionals. Com a resultat, s'ha permès a les colònies i territoris dependents competir als Jocs Olímpics: això inclou territoris tals com Puerto Rico, Bermuda i Hong Kong, els quals competeixen com a estats separats tot i formar part legalment d'un altre país. Tanmateix, la versió actual de la Carta Olímpica permet l'establiment de nous Comitès Olímpics Nacionals per representar nacions que siguin «un Estat independent reconegut per la comunitat internacional». Com a conseqüència, no es permeté la formació dels CON de Sint Maarten i Curaçao quan aconseguiren el mateix estatus constitucional Aruba l'any 2010, tot i que el COI havia reconegut el Comitè Olímpic d'Aruba l'any 1986.

### Impacte socioeconòmic en les ciutats i països amfitrions
Molts economistes són escèptics pel que fa als beneficis econòmics que aporten el fet d'acollir uns Jocs Olímpics, fent èmfasi en el fet que aquests «megaesdeveniments» solen tenir uns grans costos però els beneficis tangibles de retorn a llarg termini són relativament petits. Al contrari, l'acolliment (o fins i tot, la candidatura) d'uns Jocs Olímpics sembla que incrementa les exportacions del país, ja que aquest país amfitrió o candidat envia un senyal de «voluntat oberta de comerç». A més, alguns estudis suggereixen que l'acolliment d'uns Jocs Olímpics d'estiu té un fort impacte positiu sobre les contribucions filantròpiques de corporacions que tenen la seu central al país en qüestió, la qual cosa sembla beneficiar el sector no lucratiu local. Aquest efecte positiu comença en els anys anteriors als Jocs i pot persistir durant força anys després de la celebració, tot i que no permanentment. Aquesta afirmació suggereix que acollir uns Jocs Olímpics pot crear oportunitats per les ciutats per influenciar les corporacions locals de manera que beneficiïn el sector no lucratiu local i també la societat civil. Els Jocs també tenen diversos efectes negatius sobre la comunitat que els acull: per exemple, el COHRE informà que els Jocs Olímpics causaren el desplaçament de més de dos milions de persones al llarg de dues dècades, sovint afectant de manera desproporcionada grups desafavorits.

## Comitè Olímpic Internacional

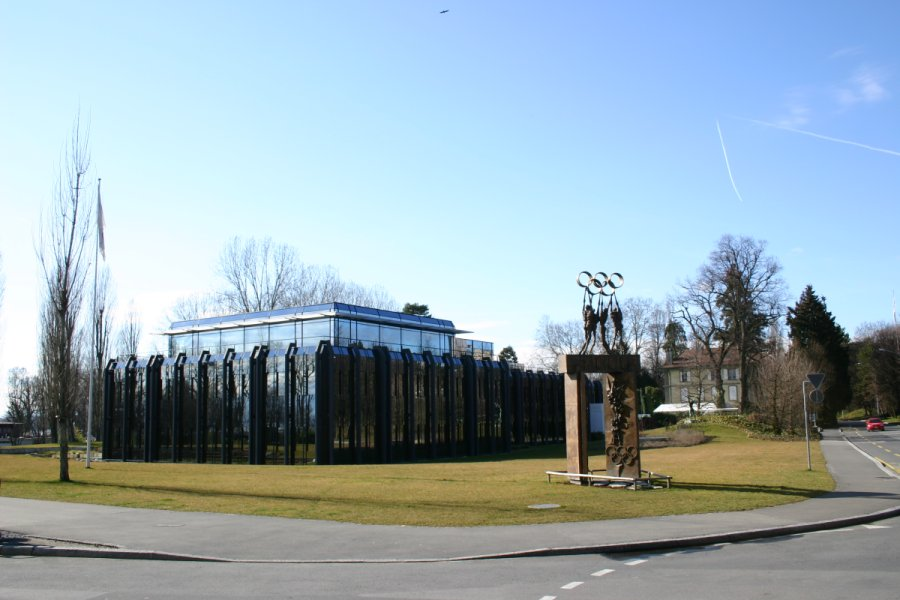
Oficines centrals del COI de Lausana, Suïssa

El moviment olímpic comprèn un gran nombre d'organitzacions i federacions esportives nacionals i internacionals, col·laboradors mediàtics, atletes, àrbitres, jutges i qualsevol altre tipus de persona o institució que estigui d'acord amb complir les normes de la Carta Olímpica. Com a organització paraigües de l'olimpisme, el Comitè Olímpic Internacional (COI) és el responsable d'escollir la ciutat amfitriona, de supervisar la planificació dels Jocs Olímpics, d'actualitzar i aprovar el programa esportiu i de negociar els drets de patrocini i d'emissió de l'esdeveniment.
El moviment olímpic està compost de tres elements principals:
- Les federacions internacionals (FI, IF en anglès) els òrgans governants que supervisen un esport en l'àmbit internacional. Per exemple, la Federació Internacional de Futbol Associació (FIFA) és la FI del futbol, i la Federació Internacional de Voleibol és l'òrgan de govern internacional del voleibol. Actualment hi ha 35 federacions internacionals, les quals representen cadascun dels esports olímpics.[67]
- Els comitès olímpics nacionals (CON, NOC en anglès) representen i regulen l'olimpisme dins de cada país. Per exemple, el Comitè Olímpic d'Andorra (COA) és el CON d'Andorra. Actualment existeixen 205 CONs reconeguts pel COI.[68]
- Els comitès organitzadors dels Jocs Olímpics (COJO, OCOG en anglès) són comitès temporals que es responsabilitzen de l'organització de cada Jocs Olímpics. Els COJO es dissolen després de cada Jocs una vegada l'informe final ha estat entregat al COI.[69]

Les llengües oficials del moviment olímpic són l'anglès i el francès. L'altre idioma utilitzat als Jocs Olímpics és el del país amfitrió (poden ser diversos idiomes si es dona el cas que un país té més d'una llengua oficial a part de l'anglès o el francès). Cada proclamació (per exemple, la presentació de cada país durant la desfilada d'estats a la cerimònia d'obertura) es pronuncia en aquests tres (o més) idiomes, o en els dos principals depenent de si el país amfitrió és un país de parla anglesa o francesa.

### Crítiques
El COI ha estat sovint criticat per ser una organització intractable, molts membres del qual estan al comitè de per vida. Els períodes presidencials d'Avery Brundage i Joan Antoni Samaranch foren especialment controvertits. Brundage fou president durant més de 20 anys, i durant el seu mandat protegí els Jocs Olímpics de tota implicació política i influència de la publicitat. Fou acusat de racisme –per la gestió que feu del problema de l'apartheid amb la delegació sud-africana– i d'antisemitisme. D'altra banda, Samaranch fou acusat de nepotisme i de corrupció. Els vincles de Samaranch amb el règim franquista espanyol també han estat una font de crítiques.
El 1998 es descobrí que diversos membres del COI havien acceptat suborns de membres del comitè de la candidatura de Salt Lake City pels Jocs Olímpics d'Hivern de 2002. El COI dugué a terme una investigació que causà finalment la dimissió de quatre membres i l'expulsió d'uns altres sis. Aquest escàndol també fou l'inici de més reformes pel que fa al procés de selecció de les ciutats amfitriones per prevenir casos similars en el futur.
Un documental de la cadena del Regne Unit BBC emès l'agost del 2004, titulat Panorama: Buying the Games ('Panorama: compra dels Jocs'), investigà l'acceptació de suborns durant el procés de candidatures pels Jocs Olímpics d'Estiu de 2012. El documental defensava que era possible subornar els membres del COI perquè votessin per una particular ciutat candidata. Després que París fos derrotada per un estret marge en la seva cursa per acollir els Jocs de 2012, l'alcalde parisenc Bertrand Delanoë acusà de manera específica el primer ministre britànic Tony Blair i el comitè de la candidatura londinenca (encapçalat per l'excampió olímpic Sebastian Coe) de trencar les regles del procés de candidatura. Cità el president francès Jacques Chirac com a testimoni, el qual oferí entrevistes cauteloses pel que fa a la seva implicació en el cas. L'al·legació mai arribà a ser estudiada a fons. La candidatura de Torí pels Jocs Olímpics d'Hivern de 2006 també estigué envoltada de controvèrsia. Un membre prominent del COI, Marc Hodler, molt proper a la candidatura rival de Sion, Suïssa, denuncià suborns de membres del COI per membres del comitè organitzador de Torí. Aquestes acusacions conduïren a una àmplia investigació, però també serviren per empitjorar l'opinió de molts membres del coi envers la candidatura de Sion i segurament al final contribuïren que Torí obtingués la nominació com a ciutat amfitriona.
El juliol de 2012, la Lliga Antidifamació descrigué el rebuig continu del COI a fer un moment de silenci durant la cerimònia d'obertura en record dels onze atletes israelites assassinats per terroristes palestins durant els Jocs Olímpics d'estiu de Múnic de 1972 com «una insensibilitat tenaç i continuada i una crueltat envers la memòria dels atletes israelites assassinats».

## Comercialització
Originalment, el COI es resistí a obtenir finançament de patrocinadors corporatius. No fou fins que el president del COI Avery Brundage es jubilà l'any 1972 que aquest organisme començà a explorar el potencial del medi televisiu i dels mercats de publicitat lucratius disponibles. Sota el lideratge de Joan Antoni Samaranch, els Jocs es començaren a orientar cap a patrocinadors internacionals que tenien la intenció de vincular els seus productes amb la marca olímpica.

### Pressupost
Durant la primera meitat del segle xx, el COI operà amb un baix pressupost. Avery Brundage, president del COI des del 1952 fins al 1972, rebutjà tots els intents de vincular els Jocs Olímpics amb interessos comercials. Brundage creia que el lobby d'interessos corporatius tindria un impacte excessiu sobre els processos de decisió del COI. L'oposició de Brundage envers aquest possible flux d'ingressos feia que el COI deixés als comitès organitzadors negociar els seus propis contractes de patrocini i utilitzar els símbols olímpics. Quan Brundage abandonà el COI, l'organisme tenia uns actius de 2 milions de dòlars; vuit anys després, les arques del COI havien augmentat fins als 45 milions. Aquest increment fou degut principalment a un canvi en la ideologia envers l'expansió dels Jocs mitjançant els patrocinis corporatius i la venda de drets televisius. Quan Samaranch fou elegit president del COI l'any 1980, el seu desig era convertir el COI en un organisme independent pel que fa a la matèria financera.
Els Jocs Olímpics d'Estiu de 1984 representaren un punt d'inflexió de la història olímpica. El comitè organitzador de Los Angeles, liderat per Peter Ueberroth, fou capaç de generar un superàvit de 225 milions de dòlars, quantitat sense precedents en l'època. El comitè organitzador pogué obtenir tant d'excedent en part gràcies a la venda de drets de patrocini exclusius a certes empreses. El COI pretenia obtenir el control d'aquests drets de patrocini. Samaranch ajudà a establir el Programa Olímpic (TOP, en anglès) el 1986 amb l'objectiu de crear una marca olímpica. La pertinença al TOP era –i continua sent– molt exclusiva i cara. Les quotes són de cinquanta milions de dòlars per l'afiliació quadriannal. Els membres del TOP reberen drets de publicitat globals exclusius per la seva categoria de producte així com el permís d'ús dels símbols olímpics (inclosos els anells olímpics) en les seves publicacions i anuncis.

### Efecte de la televisió

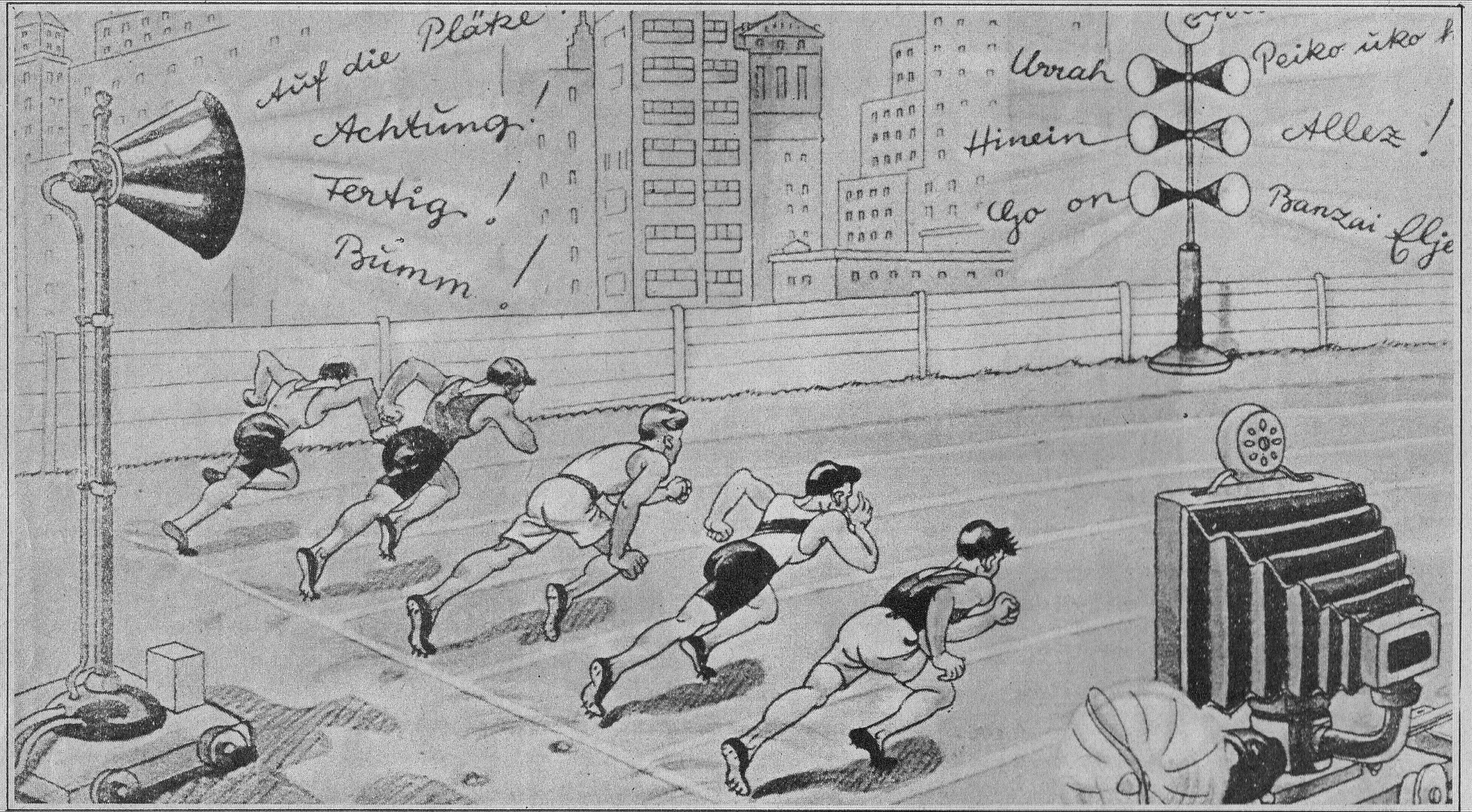
Una vinyeta dels Jocs Olímpics de Berlín de 1936 on l'autor imagina l'any 2000, quan els espectadors hauran estat substituïts per la televisió i la ràdio i els seus crits d'ànim sortiran dels altaveus.

Els Jocs Olímpics d'Estiu de 1936 de Berlín foren els primers Jocs emesos per televisió, encara que només a l'audiència local. Més tard, els Jocs Olímpics d'Hivern de 1956 foren els primers Jocs Olímpics televisats internacionalment, i els següents foren els primers en els quals es vengueren els drets d'emissió a cadenes de televisió: la CBS pagà 394.000 dòlars pels drets nord-americans, i la Unió Europea de Radiodifusió (UER) 660.000 dòlars pels drets europeus. Durant les dècades posteriors, els Jocs Olímpics esdevingueren un dels fronts ideològics de la Guerra Freda. Les superpotències es disputaven la supremacia política, i el COI volia treure profit d'aquest intensificat interès mitjançant les emissions televisives i radiofòniques. La venda de drets d'emissió ajudà al COI a augmentar la visibilitat dels Jocs i, en conseqüència, generar més interès, la qual cosa al seu torn creava més atracció davant dels possibles anunciants a la televisió. Aquest cicle permeté que el COI fes pagar unes taxes cada cop més altes pels drets televisius. Per exemple, la CBS pagà 375 milions de dòlars pels drets dels Jocs Olímpics d'Hivern de 1998, i l'NBC es gastà 3.500 milions de dòlars per adquirir els drets d'emissió de tots els Jocs Olímpics en el període de 2000 a 2012.
L'audiència televisiva incrementà de manera exponencial des de la dècada de 1960 fins a la fi de segle. Aquest fet fou degut a la utilització de satèl·lits per possibilitat l'emissió en directe per televisió dels Jocs l'any 1964, i a la introducció de la televisió en color l'any 1968. Les estimacions d'audiència global dels Jocs Olímpics d'Estiu de 1968 de Ciutat de Mèxic foren de 600 milions; dels Jocs Olímpics d'Estiu de 1984 de Los Angeles, de 900 milions; pel que fa a l'any 1992, dels Jocs Olímpics de Barcelona, el nombre ja havia augmentat fins als 3.500 milions. Tanmateix, durant els Jocs Olímpics d'Estiu de 2000 de Sydney, l'NBC aconseguí l'audiència més baixa en uns Jocs Olímpics (tant d'hivern com d'estiu) des de l'any 1968. Aquest fet fou atribuït a dos factors: en primer lloc, a l'increment de la competència dels canals de cable i, en segon lloc, a Internet, gràcies el qual ja es podien mostrar els resultats i el vídeo en temps real. Les empreses televisives encara depenien del contingut gravat i, per tant, en diferit, el qual estava esdevenint obsolet en plena era de la informació. La caiguda de les audiències significar que els estudis de televisió hagueren de regalar temps publicitari gratuït. Amb tals costos d'emissió dels Jocs, la pressió afegida d'Internet i la competència del cable, el lobby televisiu sol·licità concessions del COI per incrementar les quotes d'audiència. El COI respongué fent una sèrie de canvis al programa olímpic. Durant els Jocs d'estiu, la competició de gimnàstica fou estesa de set a nou nits, i s'afegí una Gala de campions per atraure més interès. El COI també expandí els esdeveniments de natació i de salts de trampolí, els quals eren esports populars amb una forta base d'espectadors televisius. Finalment, el lobby televisiu nord-americà fou capaç de dictar quan s'havien de celebrar certs esdeveniments de tal manera que poguessin ser emesos en horari de màxima audiència als Estats Units, tenint en compte les diferències horàries. Els resultats d'aquests canvis foren diversos: l'audiència dels Jocs Olímpics d'Hivern de 2006 de Torí fou considerablement més baixa que la dels Jocs de 2002, però la dels Jocs Olímpics d'Estiu de 2008 de Pequín veié un intens creixement i els Jocs Olímpics d'Estiu de 2012 de Londres esdevingueren l'esdeveniment més vist de la història de la televisió als Estats Units.

### Polèmica
La venda de la marca olímpica ha estat causa de controvèrsia. L'argument és que els Jocs han esdevingut indistingible respecte a qualsevol altre espectacle esportiu comercialitzat. Es presentaren crítiques específiques davant del COI per la saturació de mercat durant els Jocs de 1996 d'Atlanta i els de 2000 de Sydney. Les ciutats estaven plenes d'empreses i venedors intentant vendre objectes relacionats amb l'olimpisme. El COI manifestà que intentaria tractar-ho per prevenir-ho de cara a Jocs futurs. Una altra crítica és que els Jocs són finançats per les ciutats amfitriones i els governs nacionals; el COI no assumeix cap part del cost i, tanmateix, controla tots els drets i beneficis obtinguts gràcies als símbols olímpics. El COI també es queda amb un percentatge de tots els ingressos de patrocini i de drets d'emissió. Les ciutats amfitriones segueixen competint fervorosament per aconseguir el dret d'acollir els Jocs encara que no tinguin cap certesa que les seves inversions retornaran. Un estudi ha demostrat que el comerç dels països que han acollit uns Jocs Olímpics és al voltant d'un 30% major que el de la resta.

## Símbols

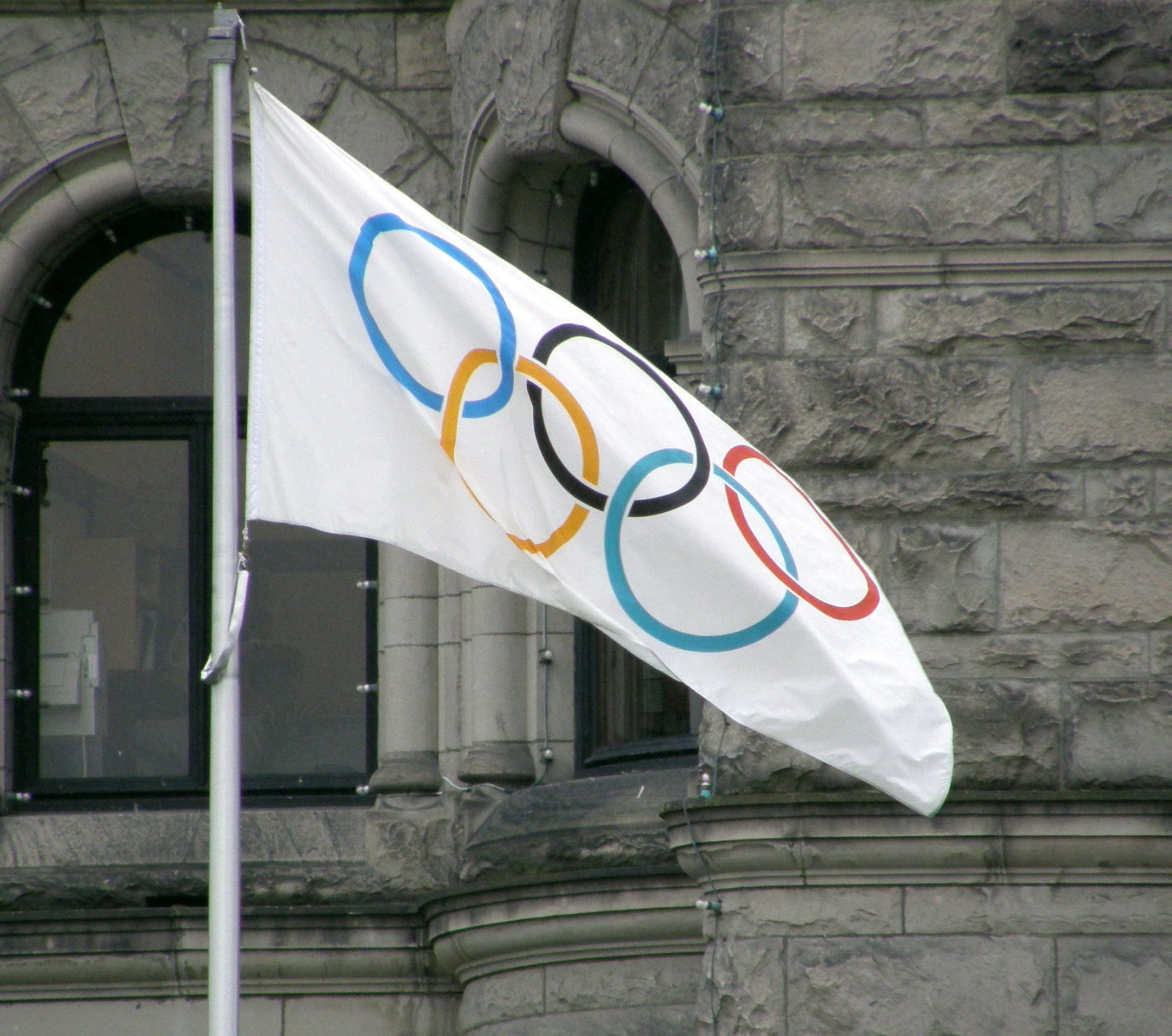
La bandera olímpica

L'olimpisme utilitza símbols per representar els ideals que propugna la Carta Olímpica. El símbol olímpic –més conegut com els anells olímpics– consisteix en cinc anells entrellaçats i representa la unitat dels cinc continents habitats (Àfrica, Amèrica, Àsia, Oceania i Europa). La versió acolorida dels anells –blau, groc, negre, verd i vermell– sobre un camp blanc forma la bandera olímpica. Aquests colors foren escollits perquè cada estat en tenia almenys un a la seva bandera. La bandera fou adoptada l'any 1914 i onejà per primer cop durant els Jocs Olímpics d'Estiu de 1920 a Anvers, Bèlgica. Des de llavors ha estat alçada en totes les celebracions dels Jocs.
El lema olímpic, Citius, Altius, Fortius –expressió llatina que significa 'més ràpid, més alt, més fort'– fou proposat per Pierre de Coubertin l'any 1894 i ha estat oficial des del 1924. El lema fou encunyat per l'amic de Coubertin Henri Didon, cura dominicà, per una reunió juvenil l'any 1891. Els ideals olímpics de Coubertin es troben expressats al credo olímpic:
| « | El més important en els Jocs Olímpics no és participar sinó prendre'n part, de la mateixa manera que el més important en la vida no és el triomf sinó l'esforç. L'essencial no és haver conquerit sinó haver lluitat bé. | » |

Mesos abans de cada Jocs, la flama olímpica és encesa a Olímpia en una cerimònia que intenta reflectir els antics rituals grecs. Una artista, que representa una sacerdotessa, encén una torxa posant-la dintre d'un mirall parabòlic que focalitza els raigs solars; llavors, amb la torxa, encén la torxa del primer rellevista i inicia així el relleu de la torxa olímpica que ha de fer arribar la flama fins a l'estadi de la ciutat amfitriona dels Jocs. Allí, la torxa té un paper important en la cerimònia d'obertura. Encara que la flama ha estat un símbol olímpic des del 1928, el relleu fou introduït en els Jocs Olímpics d'Estiu de 1936 com un intent del govern alemany de promoure la seva ideologia nacionalsocialista.
La mascota olímpica, un animal o figura humana que representa el patrimoni cultural del país amfitrió, fou introduïda l'any 1968. Tingué un paper important en la promoció dels Jocs a partir dels Jocs de 1980, quan la mascota russa Misha prengué fama mundial.
Finalment, les medalles que s'entreguen als guanyadors (d'or, argent i bronze) també són símbols olímpics (vegeu Campions i medallistes).

## Cerimònies

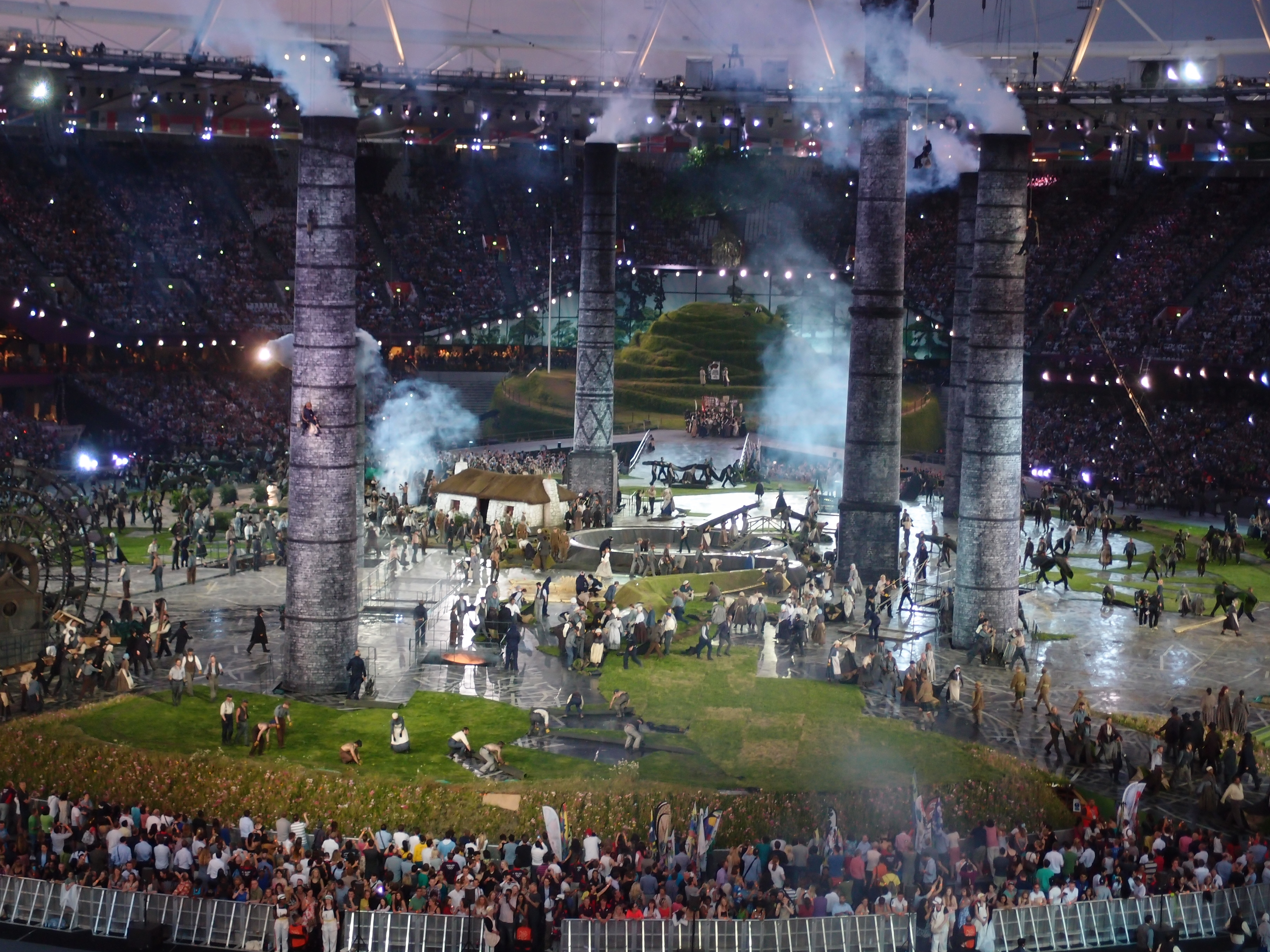
Escena de la cerimònia d'obertura dels Jocs Olímpics d'Estiu de 2012 de Londres

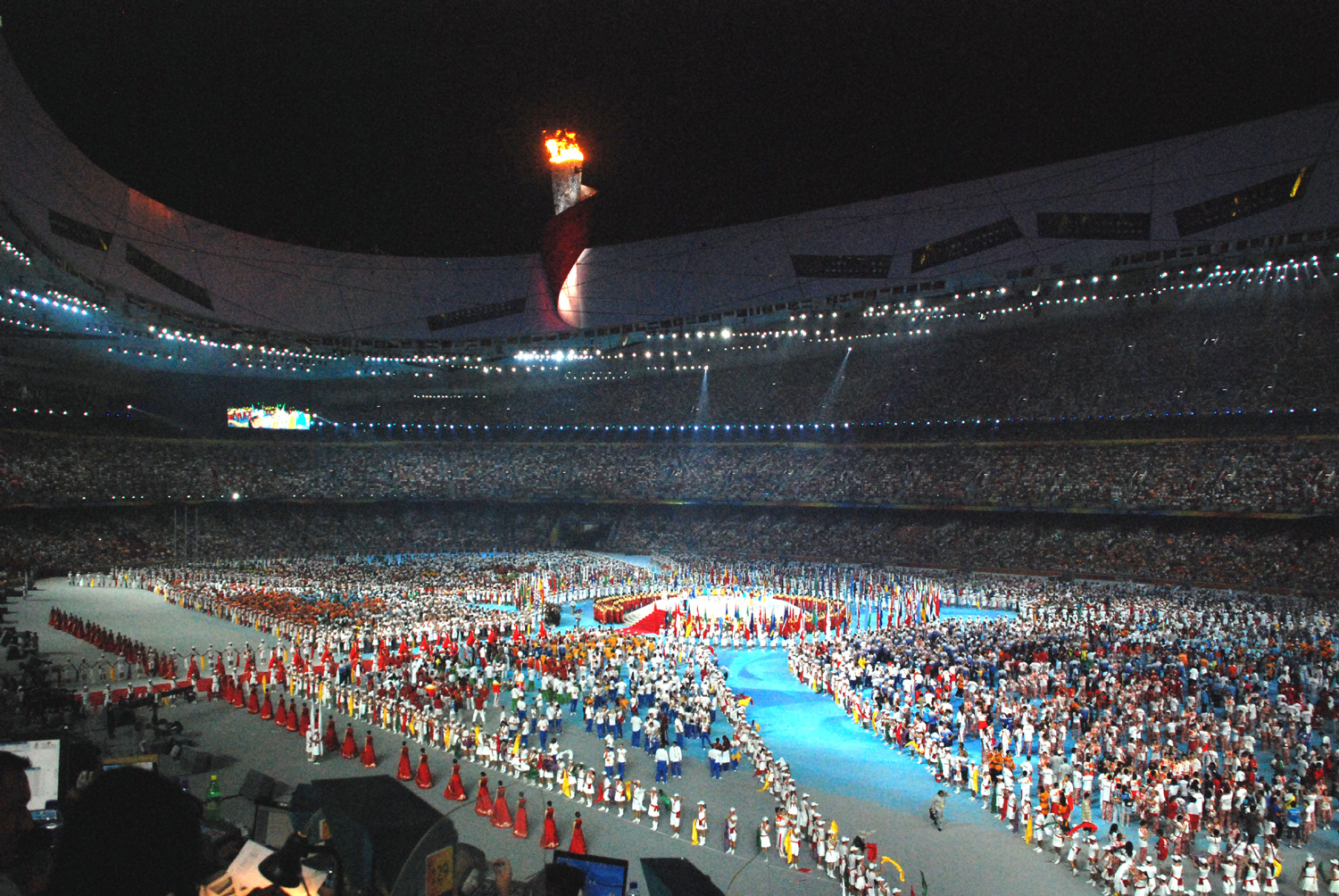
Cerimònia de clausura dels Jocs Olímpics d'Estiu de 2008 de Pequín

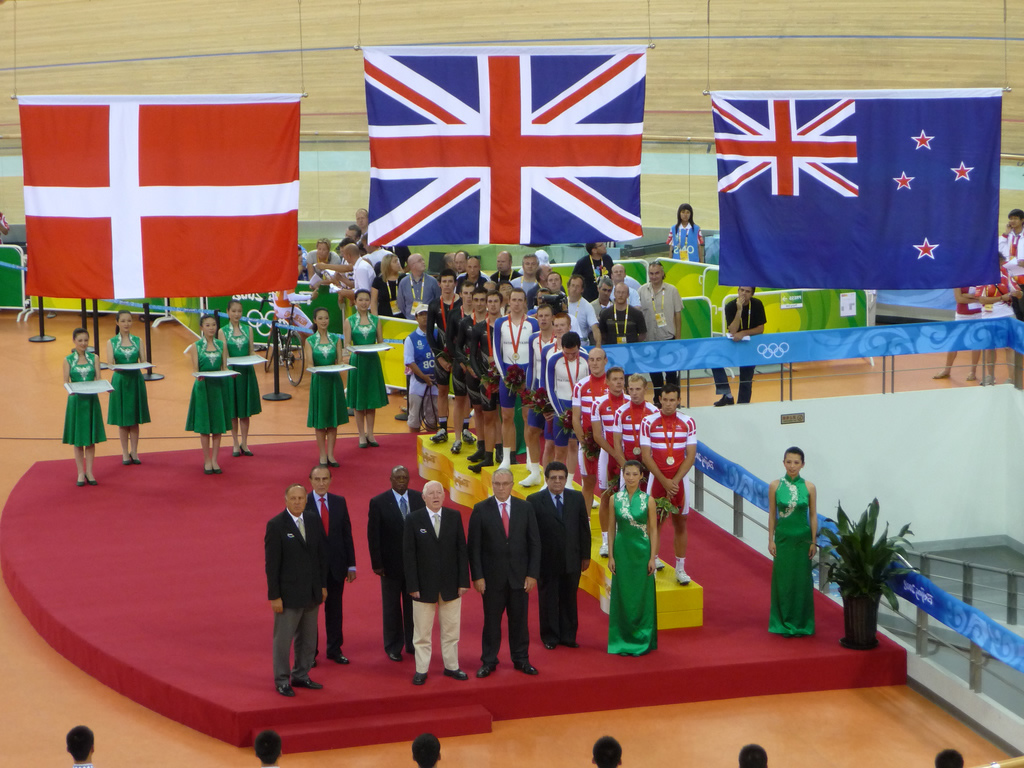
Cerimònia d'entrega de medalles durant els Jocs Olímpics d'estiu de 2008

### Obertura
Tal com dicta la Carta Olímpica, hi ha diversos elements que envolten la cerimònia d'obertura dels Jocs Olímpics. Aquesta cerimònia té lloc abans que els esdeveniments esportius. La majoria d'aquests rituals s'establiren en els Jocs Olímpics d'Estiu de 1920 a Anvers. La cerimònia sol començar amb l'alçament de la bandera del país amfitrió i la representació del seu himne nacional. A continuació, l'estat amfitrió presenta mostres artístiques musicals, cant, dansa i teatre representatius de la seva cultura. Les representacions artístiques han augmentat amb el pas dels anys en magnitud i complexitat a mesura que els diferents amfitrions han anat intentant dur a terme una cerimònia que sigui més memorable que la del seu predecessor. Pel que fa als costos, per exemple, la cerimònia dels Jocs de Pequín del 2008 costaren 100 milions de dòlars; la majoria d'aquesta partida anà pel segment artístic.
Després de la porció artística de la cerimònia, els atletes fan una desfilada d'entrada a l'estadi agrupats per estat. Tradicionalment, Grècia és la primera a entrar en honor dels orígens dels Jocs Olímpics. Després d'aquesta, les delegacions de cada estat entren a l'estadi seguint l'ordre alfabètic segons la llengua escollida del país amfitrió. Els atletes del país amfitrió, a més, són els darrers en desfilar. Durant els Jocs Olímpics d'Estiu de 2004, celebrats a Atenes, excepcionalment la bandera grega fou la primera a entrar a l'estadi i la delegació grega entrà al final. Després de la desfilada es fan els parlaments i s'inauguren formalment els Jocs. Finalment, els rellevistes porten la torxa a l'estadi; el darrer rellevista –sovint un atleta olímpic famós de l'estat amfitrió– és l'encarregat d'encendre la flama olímpica al peveter de l'estadi.

### Clausura
La cerimònia de clausura dels Jocs Olímpics té lloc després que hagin conclòs tots els esdeveniments esportius. Els abanderats (atletes que porten la bandera estatal) de cada país participant entren a l'estadi seguits dels atletes, els quals entren tots junts, sense distinció per estats. S'alcen tres banderes nacionals mentre sonen els respectius himnes nacionals: la bandera del país amfitrió, la bandera grega i la bandera del país que acollirà els següents Jocs Olímpics d'estiu o d'hivern. El president del comitè organitzador i el president del COI fan els seus discursos de clausura, es clouen oficialment els Jocs i s'extingeix la flama olímpica. L'alcalde de la ciutat organitzadora dels Jocs transfereix una bandera olímpica especial al president del COI, qui llavors la traspassa a l'alcalde de la ciutat que acollirà els següents Jocs Olímpics; això es coneix com a «cerimònia d'Anvers». L'estat amfitrió següent també fa una breu introducció amb mostres artístiques de dansa i teatre de la seva cultura.

### Cerimònia d'entrega de medalles
Després de la conclusió de cada esdeveniment esportiu se celebra la respectiva cerimònia d'entrega de medalles. Els atletes o equips guanyadors, els que queden en segon lloc i els que queden en tercer lloc es col·loquen als llocs corresponents dalt del podi, on reben les medalles. Després que un membre del COI doni les medalles, s'alcen les banderes nacionals dels tres medallistes mentre sona l'himne nacional del país del medallista d'or. Els ciutadans voluntaris del país amfitrió ajuden els oficials que presenten les medalles i també porten les banderes.

## Esports
El programa dels Jocs Olímpics està format per 35 esports, 30 disciplines i gairebé 400 esdeveniments. Per exemple, la lluita és un esport dels Jocs Olímpics d'estiu que comprèn dues disciplines, la lluita grecoromana i la lluita lliure; a més, aquestes al seu torn estan dividides en catorze esdeveniments masculins i quatre de femenins, cadascun dels quals representa una classe de pes diferent. El programa dels Jocs Olímpics d'estiu comprèn 26 esports, mentre que els Jocs Olímpics d'hivern comprenen 15 esports. L'atletisme, la natació, l'esgrima i la gimnàstica són els únics esports d'estiu que mai han estat absents del programa olímpic; d'altra banda, l'esquí de fons, el patinatge artístic, l'hoquei sobre gel, la combinada nòrdica, el salt amb esquís i el patinatge de velocitat han estat presents en tots els Jocs Olímpics d'hivern des de la seva creació l'any 1924. Els esports olímpics actuals, com el bàdminton, el basquetbol i el voleibol, aparegueren per primer cop en el programa olímpic en forma d'esports de demostració, i més tard foren ascendits a esports olímpics de ple dret. Al contrari, alguns esports presents en els Jocs Olímpics més antics foren posteriorment desestimats del programa.
L'esport olímpic està governat per les federacions esportives internacionals (FIs) reconegudes pel COI com a supervisores globals de cadascun dels esports. Hi ha 35 federacions representades al COI. També hi ha esports reconeguts pel COI que no estan inclosos al programa olímpic; aquests esports no són considerats esports olímpics, però poden ser reconeguts com a tals durant la revisió del programa que té lloc durant la primera sessió del COI que segueix a cada celebració d'uns Jocs Olímpics. Durant aquestes revisions, els esports poden ser exclosos o inclosos al programa si així ho decideix una majoria de dos terços dels membres amb dret a vot del COI. Finalment, hi ha esports reconeguts que mai han format part del programa olímpic, com els escacs i el surf.
L'octubre i el novembre de 2004, el COI establí un Comissionat del Programa Olímpic, al qual se li assignà la tasca de revisar els esports del programa olímpic, així com tots els esports no reconeguts com a olímpics. L'objectiu era determinar un procés sistemàtic per establir el programa olímpic de cada celebració dels Jocs. La comissió formulà set criteris que permetien jutjar si un esport havia de ser inclòs o no al programa olímpic. Aquests criteris eren els següents: història i tradició de l'esport, universalitat, popularitat, imatge, salut dels atletes, desenvolupament de la federació internacional que el governa i, finalment, els costos de celebració de les proves esportives. A partir d'aquest estudi emergiren cinc possibles esports candidats a ser inclosos als Jocs Olímpics de 2012: el golf, el karate, el rugbi a 15, els esports de patinatge i l'esquaix. Aquests esports foren estudiats i revisats per la Junta Executiva del Coi i llavors foren presentats a la Sessió General de Singapur el juliol del 2005. Dels cinc esports recomanats per la seva inclusió al programa olímpic, tan sols dos foren escollits com a finalistes: el karate i l'esquaix. Tanmateix, cap dels dos esports obtingué els dos terços dels vots necessaris i, per tant, no foren ascendits a l'estatus d'esport olímpic. L'octubre del 2009 el COI votà a favor d'instaurar el golf i el rugbi a 15 com a esports olímpics pels Jocs Olímpics de 2016 i 2020.
La 114a Sessió del COI, l'any 2002, limità el programa dels Jocs Olímpics d'estiu a un màxim de 28 esports, 301 esdeveniments i 10.500 atletes. Tres anys més tard, a la 117a Sessió del COI, es dugué a terme la primera gran revisió del programa olímpic, la qual resultà en l'exclusió del beisbol i del softbol del programa oficial dels Jocs Olímpics de 2012. Com que no hi hagué acord sobre la inclusió d'uns altres dos esports, el programa del 2012 només contingué, finalment, 26 esports. Els Jocs de 2016 i 2020 tindran de nou el nombre màxim d'esports possible (28) amb l'addició del rugbi a 15 i del golf.

### Amateurisme i professionalisme

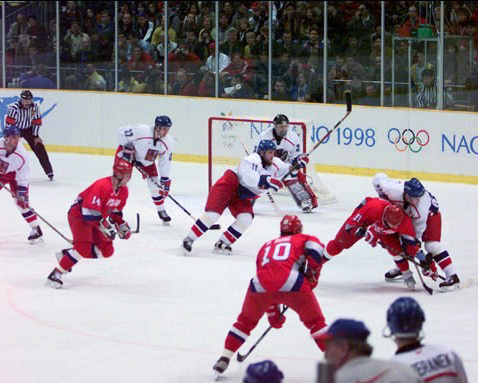
Als jugadors professionals de l'NHL se'ls permeté participar en les competicions olímpiques d'hoquei sobre gel a partir del 1998 (a la imatge, instantània la final dels Jocs Olímpics d'hivern de 1998 entre Rússia i la República Txeca).

L'ethos de l'aristocràcia, tal com s'exemplificava en l'escola pública anglesa, influencià Pierre de Coubertin de manera important. Les escoles públiques tenien la ferma creença que l'esport formava una part important de l'educació, actitud representada per la dita llatina mens sana in corpore sano. En aquest ethos, un gentleman era algú polifacètic, i no només algú que era el millor en un aspecte específic. També existia el concepte predominant del joc net (legitimitat), segons el qual practicar o entrenar es considerava com un equivalent que fer trampes. Aquells qui practicaven un esport de manera professional es considerava que tenien un avantatge injust davant dels qui el practicaven tan sols com una afició.
L'exclusió dels esportistes professionals fou causa de moltes controvèrsies al llarg de la història dels Jocs Olímpics de l'era moderna. El campió de les proves de pentatló i decatló dels Jocs Olímpics de 1912, Jim Thorpe, fou desposseït de les seves medalles quan es descobrí que havia jugat al beisbol semiprofessionalment abans dels Jocs. Tanmateix, el COI decidí retornar-li les medalles de manera pòstuma el 1983, després de moltes reclamancions per ell i membres de la seva família. Els esquiadors suïssos i austríacs boicotejaren els Jocs Olímpics d'Hivern de 1936 com a mostra de suport als seus mestres d'esquí, als quals no se'ls permetia competir perquè guanyaven diners gràcies al seu esport i, en conseqüència, eren considerats professionals.
La definició d'«atleta amateur» com un gentleman aristòcrata esdevingué obsoleta després de les evolucions de l'estructura de classes durant el segle xx. L'adveniment de l'«atleta amateur a temps complet» patrocinat per l'estat dels països del Bloc de l'Est erosionaren encara més la ideologia del pur amateurisme, ja que col·locà els amateurs autofinançats dels països occidentals en posició de desavantatge. Tanmateix, el COI es mantingué ferm amb les regles tradicionals que tenien a veure amb l'amateurisme. A partir dels anys 1970, els requisits d'amateurisme foren eliminats gradualment de la Carta Olímpica. Després dels Jocs de 1988, el COI decidí que tots els atletes professionals esdevinguessin elegibles per participar en els Jocs Olímpics si els aprovaven les corresponents federacions internacionals.

## Controvèrsies

### Boicots

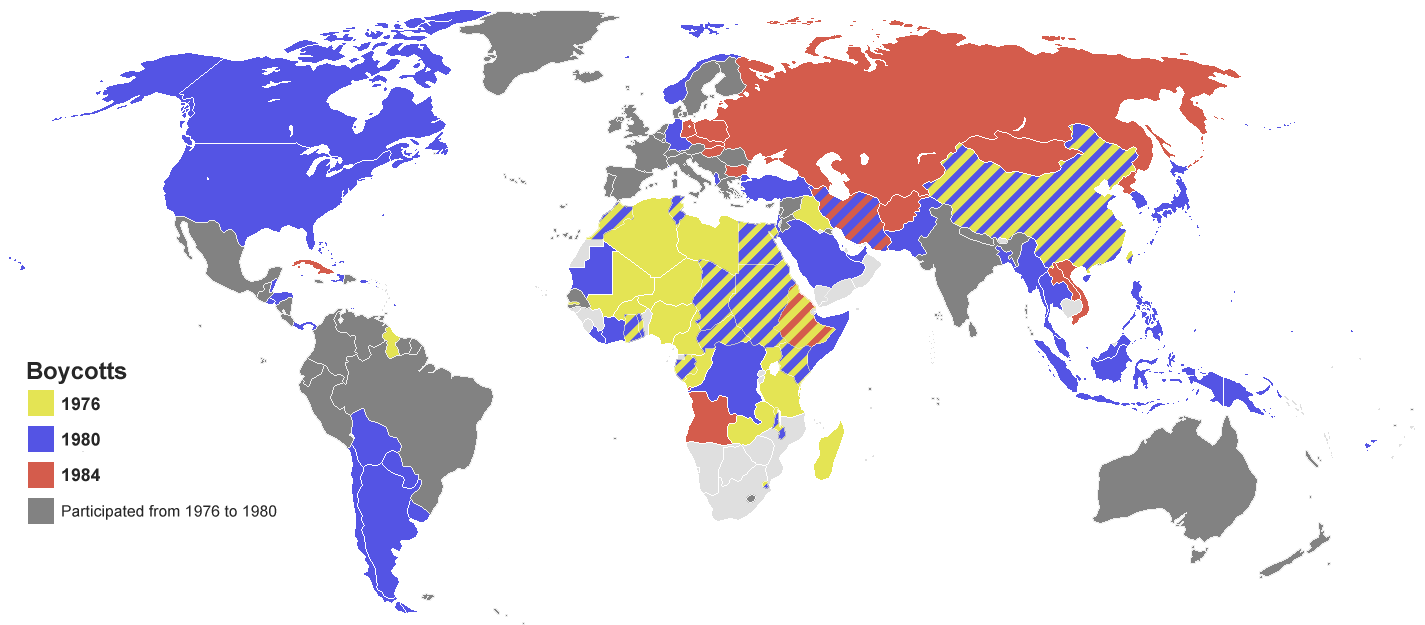
Mapa que mostra els països que boicotejaren els Jocs de 1976 (en groc), els de 1980 (en blau) i els de 1984 (en vermell).

Austràlia, França, la Gran Bretanya i Suïssa són els únics països que han tingut representació en tots els Jocs Olímpics des que se celebraren els primers l'any 1896. Alguns països de vegades es perden els Jocs a causa de la manca d'atletes qualificats, mentre que d'altres escullen boicotejar la celebració dels Jocs per diversos motius. El Comitè olímpic d'Irlanda boicotejà els Jocs de Berlín de 1936 perquè el COI insistí que el seu equip s'havia de restringir a l'Estat Lliure d'Irlanda i no pas a l'illa d'Irlanda sencera. Als Jocs de Melbourne de 1956 hi hagué tres boicots: els Països Baixos, Espanya i Suïssa refusaren assistir-hi per denunciar la repressió de la revolució hongaresa contra la Unió Soviètica, però enviaren una delegació eqüestre a Estocolm; Cambodja, Egipte, l'Iraq i el Líban boicotejaren els Jocs a causa de la crisi de Suez; i Xina (la «República Popular de la Xina») els boicotejà perquè es permeté Taiwan (la «República de la Xina») participar-hi. En els Jocs de 1972 i 1976 un gran nombre de països africans amenaçaren el COI amb un boicot per forçar-los a no admetre Sud-àfrica i Rodèsia a causa dels seus règims segregadors. Nova Zelanda també fou blanc de les sol·licituds africanes perquè el seu equip de rugbi 15 havia fet una gira a la Sud-àfrica de l'apartheid. El COI cedí pel que fa als dos primers països però refusà expulsar Nova Zelanda sota l'argument que el rugbi no era un esport olímpic. Els països africans no es feren enrere: vint països del continent, juntament amb la Guaiana i l'Iraq, es retiraren dels Jocs de Mont-real liderats per Tanzània, després que alguns dels seus atletes ja haguessin competit. Taiwan també decidí boicotejar aquests Jocs perquè la República Popular de la Xina exercia pressió sobre el comitè organitzador perquè canviés la denominació de la República de la Xina. La República de la Xina rebutjà una proposta de compromís segons la qual se'ls canviaria el nom però igualment se'ls permetria utilitzar el seu himne i bandera. Taiwan no participà de nou fins a l'any 1984, quan retornà als Jocs sota el nom de la Xina Taipei amb una bandera i himne especials.
El 1980 i el 1984, els contrincants de la Guerra Freda boicotejaren cadascun els Jocs de l'altre. Seixanta-cinc estats refusaren competir als Jocs de Moscou de 1980 a causa de la invasió soviètica de l'Afganistan. Aquest boicot reduí el nombre d'estats participants fins a 81, el més baix des de 1956. La Unió Soviètica i 15 altres estats replicaren boicotejant els Jocs de Los Angeles de 1984 sota el pretext que no els era possible garantir la seguretat dels seus atletes. Els funcionaris soviètics defensaren la seva decisió de retirar-se dels Jocs argumentant que «els sentiments patriòtics i la histèria antisoviètica estan sent exaltats als Estats Units». Els estats del Bloc de l'Est que boicotejaren aquests Jocs celebraren un esdeveniment esportiu alternatiu, anomenat Jocs de l'Amistat, durant el juliol i l'agost del mateix any.
Més recentment, hi hagué crides per demanar el boicot de béns xinesos i dels Jocs Olímpics de 2008 de Pequín per protestar sobre els seus drets humans, sobretot després dels disturbis del Tibet i el conflicte del Darfur que estava en curs. Finalment cap estat donà suport al boicot. L'agost de 2008, el govern de Geòrgia reclamà el boicot dels Jocs Olímpics d'Hivern de 2014 que s'havien de celebrar a Sotxi (Rússia) com a resposta a la participació d'aquest país en la guerra a Ossètia del Sud.

### Política

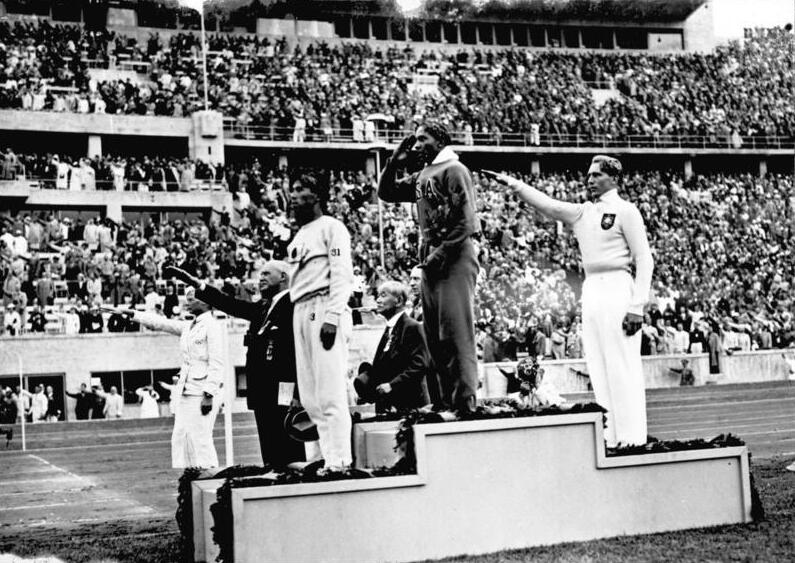
Jesse Owens al podi després de guanyar el salt de llargada dels Jocs Olímpics d'Estiu de 1936

Els Jocs Olímpics han estat utilitzats com a plataforma per promocionar ideologies polítiques gairebé des que se'n celebrà la primera edició. L'Alemanya Nazi desitjava representar el Partit Nacionalsocialista com un organisme benèvol amant de la pau quan allotjà els Jocs de 1936, encara que utilitzà aquests per mostrar la superioritat ària. Alemanya fou l'estat que tingué més èxit dels Jocs, però les victòries notables de l'afroamericà Jesse Owens –el qual guanyà quatre medalles d'or– i del jueu hongarès Ibolya Csák difuminaren el missatge que pretenia llançar el país. D'altra banda, la Unió Soviètica no participà en els Jocs Olímpics fins a l'any 1952 a Hèlsinki, perquè des del 1928 i fins llavors organitzaven un esdeveniment esportiu propi anomenat espartaquiada. Durant el període d'entreguerres dels anys 1920 i 1930, les organitzacions comunistes i socialistes de molts països –entre els quals, els Estats Units– intentaren contrarestar el que ells anomenaven els Jocs Olímpics «burgesos» amb uns Jocs Olímpics laboristes.
Alguns atletes individuals també han utilitzat l'escenari olímpic per promocionar la seva pròpia ideologia política. Durant els Jocs Olímpics d'Estiu de 1968 de Ciutat de Mèxic, dos atletes americans d'atletisme, Tommie Smith i John Carlos, que acabaren respectivament primer i tercer de la cursa dels 200 metres, feren una salutació del Poder Negre a sobre del podi. L'atleta que acabà en segon lloc, Peter Norman, d'Austràlia, portà una insígnia del Projecte olímpic pels drets humans per donar suport a Smith i Carlos. Com a resposta a la protesta, el president del COI Avery Brundage donà dues opcions al Comitè Olímpic dels Estats Units (USOC): enviar els dos atletes cap a casa, o retirar l'equip d'atletisme. L'USOC optà per la primera.
Més recentment, el govern de l'Iran ha pres mesures per evitar qualsevol mena d'enfrontament entre els seus atletes i els d'Israel. Un judoka iranià, Arash Miresmaeili, no competí en una lluita contra un israelita durant els Jocs Olímpics d'Estiu de 2004. Tot i que oficialment estava desqualificat per sobrepès, Miresmaeli fou premiat amb 125.000 dòlars pel govern iranià, la mateixa quantitat que el govern dona als guanyadors iranians d'una medalla d'or.

### Dopatge

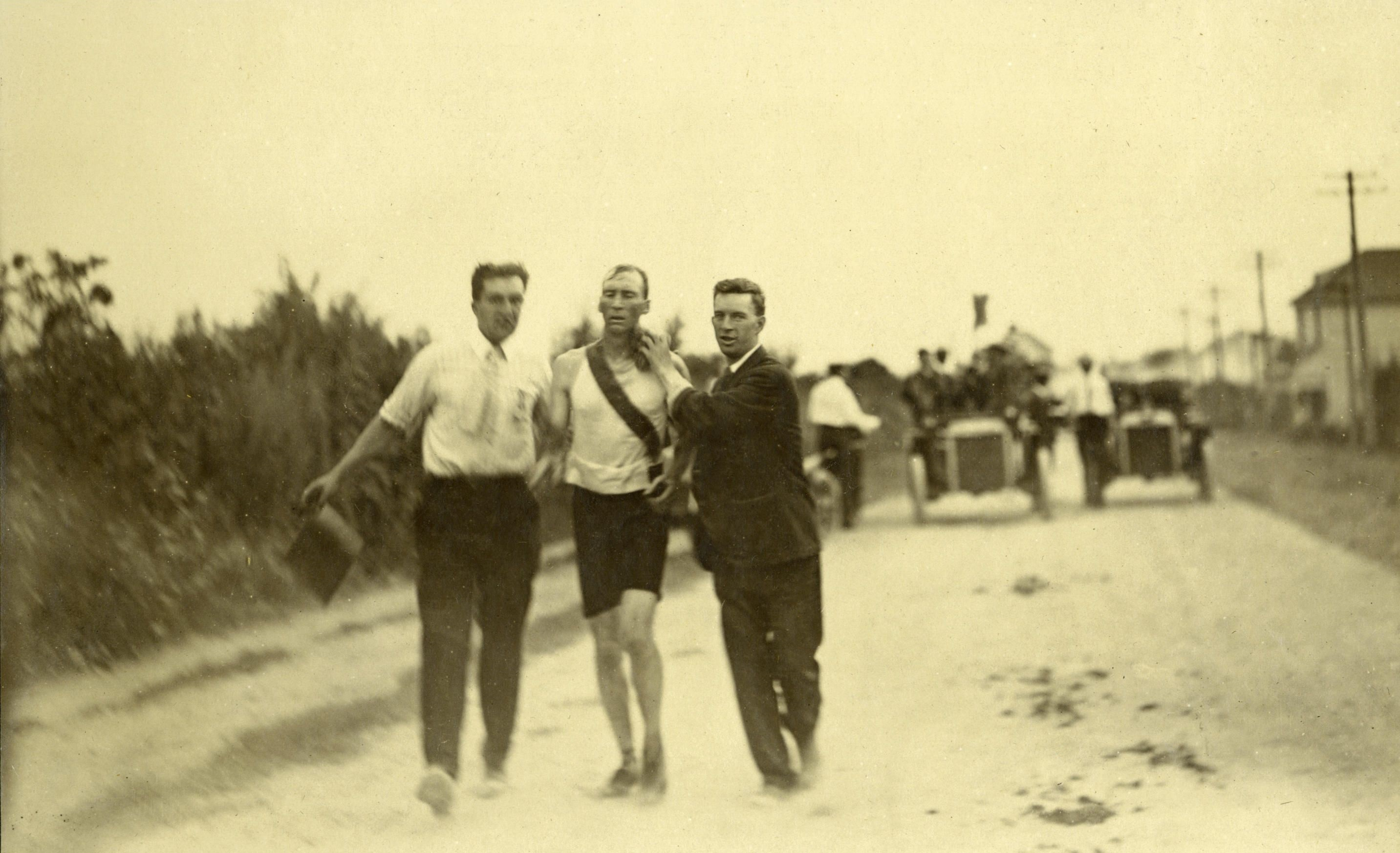
Thomas Hicks a la marató dels Jocs Olímpics d'Estiu de 1904

A principis del segle xx, molts atletes olímpics començaren a utilitzar drogues per millorar i incrementar les seves capacitats atlètiques. El 1904, Thomas J. Hicks –medallista d'or a la marató dels Jocs d'aquell any– rebé estricnina del seu entrenador. L'única mort olímpica relacionada amb el dopatge tingué lloc durant els Jocs de 1960 de roma, quan el ciclista danès Knud Enemark Jensen caigué de la seva bicicleta i més tard morí. Més tard es determinà que es trobava sota la influència d'amfetamines. A mitjans de la dècada de 1960, les federacions esportives començaren a prohibir el dopatge; el 1967 ho feu el Comitè Olímpic Internacional.
El primer atleta olímpic modern que donà positiu en les proves de dopatge fou Hans-Gunnar Liljenwall, un atleta de pentatló que participà en els Jocs Olímpics d'Estiu de 1968; Liljenwall perdé la seva medalla de bronze a causa de l'ús d'alcohol. La desqualificació relacionada amb el dopatge més famosa ocorregué el 1988, quan l'esprintador canadenc Ben Johnson (que guanyà la prova dels 100 metres llisos) donà positiu per estanozolol; se li retirà la medalla d'or i fou atorgada a l'estatunidenc Carl Lewis, que havia quedat en segon lloc, que al seu torn havia donat positiu per substàncies prohibides abans dels Jocs.
A les darreries dels anys 1990, el COI prengué la iniciativa en un combat més organitzat contra el dopatge quan formà l'Agència Mundial Antidopatge (AMA) l'any 1999. En els Jocs Olímpics d'estiu de 2000 i d'hivern de 2002 hi hagué un gran increment de proves de dopatge. Molts medallistes de les disciplines d'aixecament de pes i d'esquí de fons foren desqualificats per aquest motiu. Més tard, durant els Jocs Olímpics d'hivern de 2006, tan sols un atleta fou descobert mitjançant les proves antidopatge i se li retirà la medalla. El règim de proves antidopatge establert pel COI (actualment conegut com a «Estàndard olímpic») ha establert el punt de referència mundial que la resta de federacions esportives del món intenten emular. Durant els Jocs Olímpics d'estiu de 2008, 3.667 atletes passaren les proves del COI sota l'auspici de l'Agència Mundial Antidopatge. Les proves consistiren tant en proves d'orina com de sang. Molts comitès olímpics nacionals impediren a atletes seus de participar en els Jocs abans que aquests comencessin; tan sols tres atletes donaren positiu a les proves fetes durant la competició. A Londres 2012 es feren proves a més de 6.000 atletes olímpics i paralímpics. Abans dels Jocs, 107 atletes donaren positiu per substàncies prohibides i no se'ls permeté competir. Vuit atletes més donaren positiu durant els Jocs i també després, entre els quals la llançadora de pes belarussa Nadzeya Ostapchuk, a la qual se li retirà la medalla d'or.

### Discriminació sexual

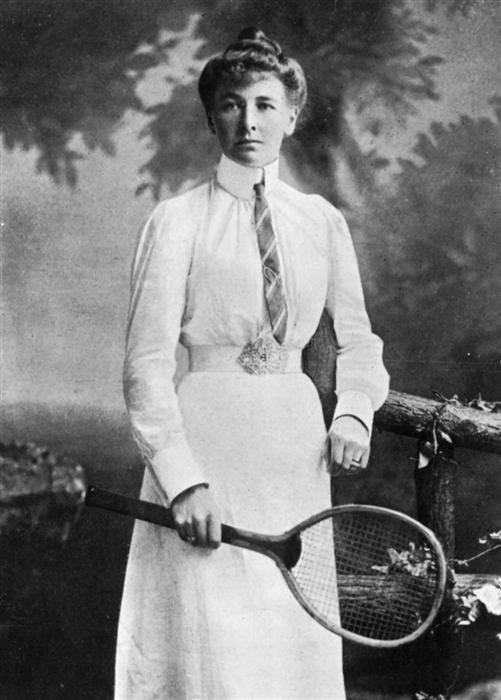
Charlotte Cooper, del Regne Unit, fou la primera campiona olímpica (Jocs de 1900).

Es permeté competir a les dones per primer cop en els Jocs Olímpics d'Estiu de 1900 de París; tanmateix, però, en els Jocs Olímpics d'Estiu de 1992 encara hi hagué trenta-cinc països la delegació dels quals estava composta completament per homes. Aquest darrer nombre baixà ràpidament durant els anys posteriors. El 2000, Bahrain envià dues dones a competir per primer cop: Fatema Hameed Gerashi i Mariam Mohamed Hadi Al Hilli. El 2004, Robina Muqimyar i Fariba Rezayee esdevingueren les primeres dones que competiren per l'Afganistan. El 2008, els Emirats Àrabs Units enviaren atletes femenines als Jocs per primer cop (Maitha Al Maktoum i Latifa Al Maktoum); ambdues pertanyien a la família que governava Dubai.
A data de 2010, tan sols tres països mai havien enviat atletes femenines als Jocs: Brunei, l'Aràbia Saudita i Qatar. Brunei tan sols havia participat en tres edicions dels Jocs –en les quals envià tan sols un atleta– però l'Aràbia Saudita i Qatar havien estat competint de manera regular amb delegacions formades tan sols per homes. El 2010, el Comitè Olímpics Internacional anuncià que «pressionaria» aquests països per intentar facilitar la participació de dones de cara als Jocs Olímpics de 2012. Anita DeFrantz, presidenta de la Comissió de Dones i Esport del COI, suggerí que es podrien penalitzar aquells països que impedissin la participació de les dones als Jocs. Poc després, el Comitè Olímpic de Qatar declarà que «esperava enviar quatre atletes femenines per les proves de tir i esgrima» dels Jocs Olímpics d'estiu de 2012 de Londres. Finalment, els tres països anteriorment mencionats enviaren dones a competir en aquests Jocs; els Jocs Olímpics d'Estiu de 2012, doncs, foren els primers de la història en els quals cada país participant dugué atletes femenines. L'Aràbia Saudí n'inclogué dues; Qatar, quatre; i Brunei, una (Maziah Mahusin). Qatar, a més, designà una de les seves primeres dones olímpiques, Bahiya al-Hamad (tir), com a abanderada d'aquests Jocs. A més, en aquests mateixos Jocs, la corredora Maryam Yusuf Jamal de Bahrain esdevingué la primera dona del Golf Pèrsic en guanyar una medalla (medalla de bronze en la cursa dels 1.500 metres).
L'únic esport del programa olímpic que presenta homes i dones competint junts és l'hípica. A data de 2008, encara hi havia més esdeveniments amb medalla com a premi per homes que per dones. Amb l'addició de la boxa femenina en els Jocs de 2012, les atletes femenines ja tingueren l'oportunitat de competir en tots els mateixos esports que els atletes masculins. Tanmateix, hi ha dues competicions olímpiques en les quals no poden participar els atletes masculins: la natació sincronitzada i la gimnàstica rítmica.

### Terrorisme i violència
En tota la història hi ha hagut tres Olimpíades que han passat sense celebració dels Jocs a causa de la guerra: els Jocs de 1916 foren cancel·lats a causa de la Primera Guerra Mundial, i els Jocs d'estiu i d'hivern de 1940 i de 1944 a causa de la Segona Guerra Mundial.
Pel que fa al terrorisme, durant els Jocs Olímpics d'Estiu de 1972 celebrats a Múnic (Alemanya), onze membres de la delegació olímpica d'Israel foren presos com a ostatges pel grup terrorista palestí Setembre Negre; en l'actualitat, aquest fet es coneix com la massacre de Múnic. Els terroristes assassinaren dos dels atletes poc després que haguessin estat presos i la resta més tard, durant un intent fallat d'alliberament. També moriren un policia alemany i cinc terroristes.
El terrorisme també afectà els dos darrers Jocs Olímpics celebrats als Estats Units. Durant els Jocs Olímpics d'Estiu de 1996 d'Atlanta, es detonà una bomba al Parc del Centenari que matà dues persones i causà ferides a 111 més. La bomba fou col·locada per Eric Rudolp, un terrorista domèstic estatunidenc que en l'actualitat està en cadena perpètua per aquest fet. D'altra banda, els Jocs Olímpics d'Hivern de 2002 de Salt Lake City foren celebrats tan sols cinc mesos després dels atemptats de l'11 de setembre, per la qual cosa el nivell de seguretat era el més alt mai vist fins llavors. La cerimònia d'obertura dels Jocs presentà temes relacionats amb els atemptats com ara la bandera que voleiva a la Zona Zero, l'oficial de l'NYPD Daniel Rodríguez cantant «God Bless America» i membres de la guàrdia d'honor de l'NYPD i l'FDNY. Els esdeveniments d'aquell dia han convertit la seguretat dels Jocs Olímpics en una gran preocupació i en un punt especial d'interès dels organitzadors per tal d'evitar un atac terrorista a gran escala.

## Ciutadania

### Regles del COI relatives a la ciutadania
La Carta Olímpica requereix que un atleta tingui la ciutadania (nacionalitat) de l'estat pel qual competeix. Els atletes de nacionalitat dual poden competir per qualsevol dels dos estats sempre que hagin passat com a mínim tres anys des de la darrera participació amb l'altre. Tanmateix, si el respectiu comitè olímpic nacional i la federació internacional hi estan d'acord, el Consell Executiu del Comitè Olímpic Internacional pot reduir o fins i tot cancel·lar aquest període. Aquest període d'espera existeix tan sols per aquells qui han competit anteriorment per un estat i desitgen competir amb un altre. Si un atleta obté una nova o segona nacionalitat, no cal que esperi cap quantitat de temps determinada abans de participar tant pel primer com pel segon estat. El COI tan sols es preocupa de conflictes de nacionalitat i ciutadania quan un estat individual concedeix la ciutadania als atletes.

### Raons per canviar de ciutadania
A vegades, els atletes esdevenen ciutadans de nous estats tan sols amb l'objectiu de poder competir als Jocs Olímpics. Això sol passar perquè se'ls ofereix patrocini i instal·lacions d'entrenament (per exemple, en llocs com els Estats Units) o bé perquè no es poden classificar en el seu país original. Aquest darrer fet sol tenir lloc quan hi ha molts atletes qualificats en el seu país original i, a més, volen ajudar l'equip olímpic del seu nou país. Entre el 1992 i el 2008, hi hagué uns cinquanta atletes que emigraren als Estats Units per competir amb el seu equip olímpic després d'haver participat anteriorment amb un altre estat.

### Conflictes amb els canvis de ciutadania
Un dels casos més famosos de canvi de ciutadania pels Jocs Olímpics fou el de Zola Budd, una atleta sud-africana que emigrà al Regne Unit perquè hi havia la prohibició de participació del seu país a causa de l'apartheid. Budd era elegible per obtenir la ciutadania britànica perquè el seu avi havia nascut allí; tanmateix, els ciutadans britànics acusaren el seu govern de facilitar-li el procés. D'altres exemples notables inclouen el corredor kenyà Bernard Lagat, que esdevingué ciutadà estatunidenc el maig del 2004. La constitució de Kenya requereix que quan una persona del seu país esdevingui ciutadà d'un altre estat renunciï a la seva ciutadania kenyana. Lagat competí per Kenya en els Jocs Olímpics d'Atenes de 2004 encara que ja havia esdevingut un ciutadà dels Estats Units. Segons Kenya, ja no era un ciutadà kenyà, per la qual cosa la seva medalla de plata estigué en perill. Lagat manifestà que havia començat el procés de canvi de ciutadania a la fi de l'any 2003 i que no esperava esdevenir un ciutadà estatunidenc fins passats els Jocs d'Atenes. Un altre exemple és el de la jugadora de basquetbol Becky Hammon: no entrava als plans de l'equip olímpic estatunidenc però volia disputar uns Jocs Olímpics, per la qual cosa decidí emigrar a Rússia, on jugà a la lliga domèstica durant el període entre temporades de la WNBA. Hammon rebé crítiques de part d'alguns sectors dels Estats Units –incloent-hi les de l'entrenador de l'equip nacional– i fins i tot se l'anomenà antipatriota.

## Campions i medallistes

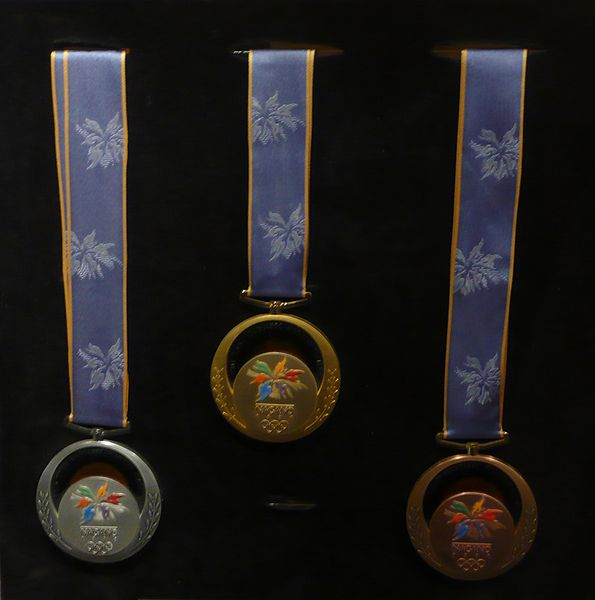
Medalles de plata, or i bronze (respectivament) entregades als Jocs Olímpics d'Hivern de 1998

Els atletes o equips que queden en primer, segon o tercer lloc en cada esdeveniment dels Jocs Olímpics reben medalles. Els guanyadors reben medalles d'or: fins al 1912 eren d'or pur, més tard de plata recoberta d'or i, actualment, de plata xapada en or. Tota medalla d'or, tanmateix, ha de contenir com a mínim sis grams d'or pur. Els classificats en segon lloc reben medalles de plata (o d'argent) i els tercers classificats, medalles de bronze. En competicions que es decideixen per eliminació directa (de manera notable, la boxa) pot ser que no hi hagi un tercer classificat i, per tant, ambdós perdedors de les semifinals reben medalles de bronze. En els Jocs de 1896 tan sols els dos primers reberen medalla: plata pel primer classificat, i bronze pel segon. El format de tres medalles actual fou adoptat en els Jocs de 1904. A partir del 1948 en endavant, els classificats en quart, cinquè i sisè lloc reben certificats, els quals es coneixen oficialment com diplomes de victòria; el 1984 s'afegiren diplomes pels classificats en setè i vuitè lloc. En els Jocs Olímpics d'Estiu de 2004 celebrats a Atenes, els guanyadors de medalles d'or, plata i bronze també reberen corones d'olivera (o kotinos). El COI no manté l'estadística del nombre de medalles guanyades, però els comitès olímpics nacionals i els mitjans de comunicació sí, i la fan servir com una mesura de l'èxit.
A partir dels Jocs Olímpics d'Estiu de 1932, el Comitè Olímpic Internacional va establir la creació del podi olímpic, el qual consisteix en una tarima de tres alçades diferents per als guanyadors de cada medalla. En la cerimònia d'entrega sona l'himne nacional corresponent al comitè olímpic nacional de l'esportista guanyador de la medalla d'or.

## Seus i edicions

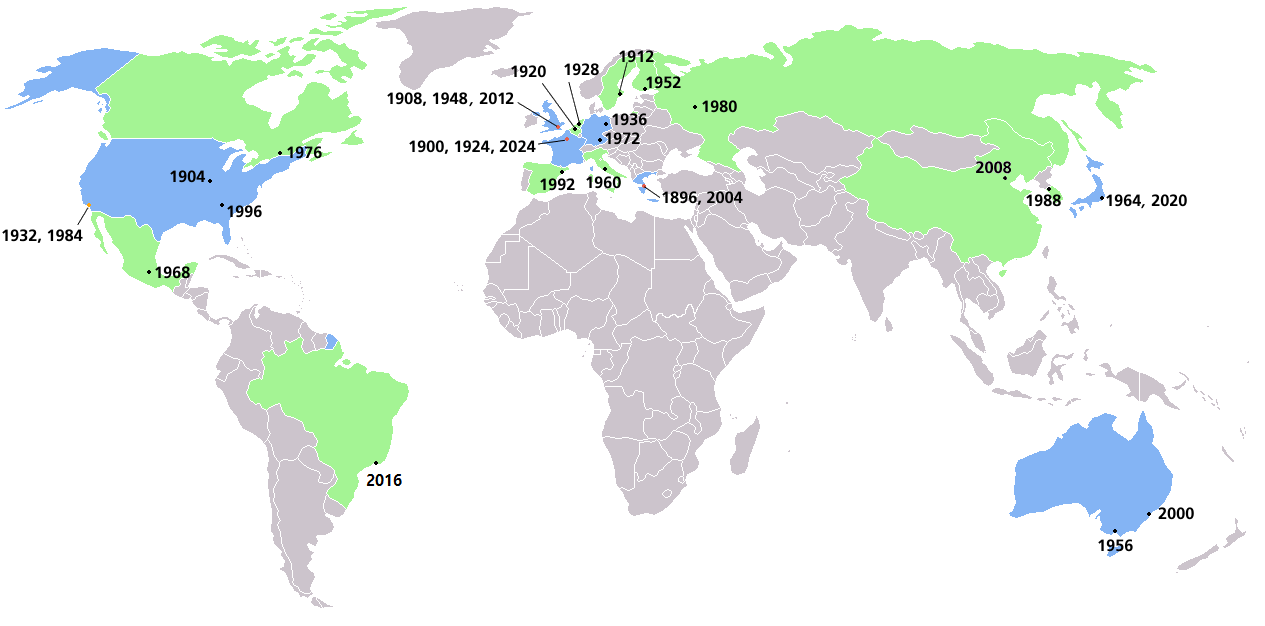
Mapa de les seus dels Jocs Olímpics d'estiu. Els països que han acollit uns Jocs Olímpics d'estiu estan pintats de verd, i els que n'han acollit dos o més, de blau.

Mapa de les seus dels Jocs Olímpics d'hivern. Els països que han acollit uns Jocs Olímpics d'hivern estan pintats de verd, i els que n'han acollit dos o més, de blau.

La ciutat amfitriona d'uns Jocs Olímpics se sol escollir uns set o vuit anys abans de la seva celebració. El procés de selecció es du a terme en dues fases que s'allarguen cadascuna durant dos anys. El primer pas per una ciutat que vol acollir uns Jocs és comunicar-ho al comitè olímpic nacional del seu país; si més d'una ciutat del mateix país envien una proposta al seu CON, llavors aquest organisme sol dur a terme una selecció interna, ja que cada CON només pot presentar una ciutat al Comitè Olímpic Internacional de cara al procés de selecció. Quan s'acaba el termini de presentació de propostes per part dels comitès olímpics nacionals, comença la primera fase (Aplicació): es demana a les ciutats candidates que completin un qüestionari relacionat amb diversos criteris clau que tracten sobre l'organització dels Jocs Olímpics. En aquest formulari, les ciutats candidates han de poder assegurar que compliran amb la Carta Olímpica i amb qualsevol altra normal establerta pel Comitè Executiu del COI. L'avaluació dels qüestionaris emplenats per part d'un grup especialitzat proveeix al COI d'un resum del projecte de cada candidat i del seu potencial per acollir els Jocs. Prenent com a base aquesta avaluació tècnica, la Junta Executiva del COI escull els candidats que passen de fase de candidatures.
Quan s'han seleccionat les ciutats candidates, aquestes han d'entregar al COI una presentació més extensa i detallada sobre el seu projecte com a part d'un dossier de candidatura. Cada ciutat és analitzada minuciosament per una comissió avaluadora que, a més, visita les ciutats candidates, entrevista funcionaris locals i inspecciona les instal·lacions. Un cop feta l'anàlisi, la comissió presenta un informe sobre les seves impressions un mes abans de la decisió final del COI. Durant el procés d'entrevista, la ciutat candidata també ha de garantir que serà capaç de finançar els Jocs. Un cop acabada la feina de la comissió avaluadora, es presenta la llista de ciutats candidates a la Sessió general del COI, la qual se celebra en un país que no tingui cap ciutat en la llista de possibles guanyadores. Els membres del COI reunits en la Sessió tenen el vot final sobre quina serà la ciutat amfitriona. Un cop elegida, el comitè de la ciutat guanyadora (juntament amb el CON del respectiu país) signa un contracte amb el COI.
A data de 2016, els Jocs Olímpics hauran estat celebrats en 44 ciutats de 23 països diferents, i en ciutats de fora d'Europa i de l'Amèrica del Nord només en vuit ocasions. Des dels Jocs Olímpics d'estiu de 1988 de Seül (Corea del Sud), els Jocs Olímpics han estat celebrats a l'Àsia o Oceania quatre cops; en els 92 anys anteriors no ho havien estat mai. Els Jocs de 2016 de Rio de Janeiro foren els primers en celebrar-se en un país sud-americà. Finalment, mai cap candidatura d'una ciutat africana ha estat escollida.
Els Estats Units han acollit vuit Jocs Olímpics (quatre d'estiu i quatre d'hivern), més que cap altre estat. La capital del Regne Unit, Londres, és l'única ciutat on s'han celebrat tres Jocs Olímpics (tots d'estiu). Els altres estats on s'han celebrat Jocs dues vegades són Alemanya, Austràlia, França i Grècia, i les altres ciutats que han acollit uns Jocs dos cops són Los Angeles, París i Atenes. Un cop passats els Jocs d'estiu de 2020, el Japó i Tòquio entraran, respectivament, en aquestes dues llistes
A part dels Estats Units, els estats que han acollit diversos Jocs d'hivern són França amb tres, i Suïssa, Àustria, Noruega, el Japó, Canadà i Itàlia amb dues. Entre les ciutats amfitriones, Lake Placid, Innsbruck i St. Moritz han acollit uns Jocs d'hivern dues vegades.
| Any  | Jocs Olímpics d'Estiu | Jocs Olímpics d'Estiu                                                                | Jocs Olímpics d'Hivern | Jocs Olímpics d'Hivern                                                                                                  | Jocs Olímpics de la Joventut | Jocs Olímpics de la Joventut |
| Any  | Olimpíada             | Ciutat amfitriona                                                                    | Edició                 | Ciutat amfitriona | Edició                       | Ciutat amfitriona            |
| ---- | --------------------- | ------------------------------------------------------------------------------------ | ---------------------- | --- | ---------------------------- | ---------------------------- |
| 1896 | I                     | Atenes, Grècia                                                                       |                        | |                              |                              |
| 1900 | II                    | París, França                                                                        |                        | |                              |                              |
| 1904 | III                   | St. Louis, Estats Units                                                              |                        | |                              |                              |
| 1906 | Intercalats           | Atenes, Grècia                                                                       |                        | |                              |                              |
| 1908 | IV                    | Londres, Regne Unit                                                                  |                        | |                              |                              |
| 1912 | V                     | Estocolm, Suècia                                                                     |                        | |                              |                              |
| 1916 | VI                    | Berlín, Alemanya → Cancel·lats a causa de la Primera Guerra Mundial                  |                        | |                              |                              |
| 1920 | VII                   | Anvers, Bèlgica                                                                      |                        | |                              |                              |
| 1924 | VIII                  | París, França                                                                        | I                      | Chamonix, França |                              |                              |
| 1928 | IX                    | Amsterdam, Països Baixos                                                             | II                     | St. Moritz, Suïssa |                              |                              |
| 1932 | X                     | Los Angeles, Estats Units                                                            | III                    | Lake Placid, Estats Units                                                                                               |                              |                              |
| 1936 | XI                    | Berlín, Alemanya                                                                     | IV                     | Garmisch-Partenkirchen, Alemanya                                                                                        |                              |                              |
| 1940 | XII                   | Tòquio, Japó → Hèlsinki, Finlàndia → Cancel·lats a causa de la Segona Guerra Mundial | V                      | Sapporo, Japó → St. Moritz, Suïssa → Garmisch-Partenkirchen, Alemanya → Cancel·lats a causa de la Segona Guerra Mundial |                              |                              |
| 1944 | XIII                  | Londres, Regne Unit → Cancel·lats a causa de la Segona Guerra Mundial                | V                      | Cortina d'Ampezzo, Itàlia → Cancel·lats a causa de la Segona Guerra Mundial                                             |                              |                              |
| 1948 | XIV                   | Londres, Regne Unit                                                                  | V                      | St. Moritz, Suïssa |                              |                              |
| 1952 | XV                    | Hèlsinki, Finlàndia                                                                  | VI                     | Oslo, Noruega |                              |                              |
| 1956 | XVI                   | Melbourne, Austràlia + Estocolm, Suècia                                              | VII                    | Cortina d'Ampezzo, Itàlia                                                                                               |                              |                              |
| 1960 | XVII                  | Roma, Itàlia                                                                         | VIII                   | Squaw Valley, Estats Units                                                                                              |                              |                              |
| 1964 | XVIII                 | Tòquio (Japó)                                                                        | IX                     | Innsbruck, Àustria |                              |                              |
| 1968 | XIX                   | Ciutat de Mèxic, Mèxic                                                               | X                      | Grenoble, França |                              |                              |
| 1972 | XX                    | Múnic, Alemanya Occidental                                                           | XI                     | Sapporo, Japó |                              |                              |
| 1976 | XXI                   | Mont-real, Canadà                                                                    | XII                    | Denver, Estats Units → Innsbruck, Àustria                                                                               |                              |                              |
| 1980 | XXII                  | Moscou, Unió Soviètica                                                               | XIII                   | Lake Placid, Estats Units                                                                                               |                              |                              |
| 1984 | XXIII                 | Los Angeles, Estats Units                                                            | XIV                    | Sarajevo, Iugoslàvia |                              |                              |
| 1988 | XXIV                  | Seül, Corea del Sud                                                                  | XV                     | Calgary, Canadà |                              |                              |
| 1992 | XXV                   | Barcelona, Catalunya                                                                 | XVI                    | Albertville, França |                              |                              |
| 1994 |                       |                                                                                      | XVII                   | Lillehammer, Noruega |                              |                              |
| 1996 | XXVI                  | Atlanta, Estats Units                                                                |                        | |                              |                              |
| 1998 |                       |                                                                                      | XVIII                  | Nagano, Japó |                              |                              |
| 2000 | XXVII                 | Sydney, Austràlia                                                                    |                        | |                              |                              |
| 2002 |                       |                                                                                      | XIX                    | Salt Lake City, Estats Units                                                                                            |                              |                              |
| 2004 | XXVIII                | Atenes, Grècia                                                                       |                        | |                              |                              |
| 2006 |                       |                                                                                      | XX                     | Torí, Itàlia |                              |                              |
| 2008 | XXIX                  | Pequín, Xina                                                                         |                        | |                              |                              |
| 2010 |                       |                                                                                      | XXI                    | Vancouver, Canadà | I (estiu)                    | Singapur                     |
| 2012 | XXX                   | Londres, Regne Unit                                                                  |                        | | I (hivern)                   | Innsbruck, Àustria           |
| 2014 |                       |                                                                                      | XXII                   | Sotxi, Rússia | II (estiu)                   | Nanquín, Xina                |
| 2016 | XXXI                  | Rio de Janeiro (Brasil)                                                              |                        | | II (hivern)                  | Lillehammer, Noruega         |
| 2018 |                       |                                                                                      | XXIII                  | Pyeongchang, Corea del Sud                                                                                              | III (estiu)                  | Buenos Aires, Argentina      |
| 2020 | XXXII                 | Tòquio, Japó                                                                         |                        | | III (hivern)                 | Lausana, Suïssa              |
| 2022 |                       |                                                                                      | XXIV                   | Pequín, Xina | –                            | –                            |
| 2024 | XXXIII                | París, França                                                                        |                        | | IV (hivern)                  | Gangwon, Corea del Sud       |
| 2026 |                       |                                                                                      | XXV                    | Milà i Cortina d'Ampezzo, Itàlia                                                                                        | IV (estiu)                   | Dakar, Senegal               |
| 2028 | XXXIV                 | Los Angeles, Estats Units                                                            |                        | | V (hivern)                   | Per determinar               |
| 2030 |                       |                                                                                      | XXVI                   | Alps francesos, França                                                                                                  | V (estiu)                    | Per determinar               |
| 2032 | XXXV                  | Brisbane, Austràlia                                                                  |                        | | VI (hivern)                  | Per determinar               |
| 2034 |                       |                                                                                      | XXVII                  | Salt Lake City, Estats Units                                                                                            | VI (estiu)                   | Per determinar               |

Notes de la llista de seus
1. ↑  Al principi foren concedits a Chicago, però es desplaçaren a St. Louis per fer-los coincidir amb l'Exposició Universal.
2. ↑  No reconeguts pel COI.
3. ↑  Originalment foren concedits a Roma, però foren desplaçats a Londres a causa de l'erupció del Vesuvi.
4. ↑  Barcelona presentà candidatura per organitzar aquests Jocs, que finalment s'atorgaren a Berlín, a l'Alemanya nazi. Alternativament, la ciutat decidí organitzar l'anomenada Olimpíada Popular, amb l'objectiu de recuperar el veritable esperit olímpic, la pau i la solidaritat entre les nacions. Finalment aquesta no es pogué celebrar a causa de la Guerra Civil espanyola.[187]
5. ↑  Les competicions d'hípica foren celebrades a Estocolm, Suècia. Estocolm hagué de presentar la seva candidatura per la competició eqüestre per separat; rebé la seva pròpia flama olímpica, feu les seves pròpies invitacions formals i tingué les seves pròpies cerimònies d'obertura i clausura.
6. ↑  Les competicions d'hípica foren celebrades a Hong Kong. Tot i que Hong Kong té un comitè olímpic nacional independent de la Xina, els esdeveniments eqüestres formaren part integral dels Jocs de Pequín (no consistiren en una candidatura a part, etc. com sí que passà en la competició d'hípica dels Jocs d'Estocolm de 1956).[189]
7. ↑  Originalment els Jocs de la Joventut de 2026 de Dakar havien de ser celebrats el 2022, però foren posposats quatre anys a causa de la pandèmia de COVID-19.